# Triceratops
Triceratops (meervoud: triceratopsen, triceratopia in het Neolatijn) is een geslacht van uitgestorven plantenetende ornithischische dinosauriërs uit de groep van de Ceratopia, dat tijdens het Laat-Krijt, in het Maastrichtien, leefde in het gebied van het huidige Noord-Amerika.
De eerste resten van Triceratops werden rond 1867 gevonden in de Verenigde Staten van Amerika, in de plaats Golden. In 1889 kreeg het geslacht van de beroemde professor Othniel Charles Marsh zijn naam, die 'driehoorngezicht' betekent. De eerstbenoemde soort is Triceratops horridus. Later werden er veel meer fossielen van opgegraven die allemaal een beetje in vorm verschilden. Marsh en andere geleerden zouden daarvoor nog eens zestien soorten benoemen. Tegenwoordig denken de wetenschappers dat het bij de meeste hiervan niet om aparte soorten gaat. Misschien is alleen T. horridus echt. Het kan zijn dat er nog een tweede soort was: T. prorsus.
Door de vele vondsten is de bouw van het dier goed bekend. Triceratops was erg groot. Hij kon negen meter lang, drie meter hoog en dertien ton zwaar worden. Hij had een enorme kop, een korte stevige nek, een gedrongen smalle romp en een korte staart die een beetje afhing maar niet over de grond sleepte. De huid was bedekt met schubben waarvan de kleur onbekend is. Het lichaam rustte op vier poten die zeer zwaar gespierd waren. De stand van de achterpoten was recht. De voorpoten stonden meer gespreid met de ellebogen iets naar buiten gericht. De binnenste vingers en tenen droegen kleine hoefvormige nagels. De kop was langwerpig. Op de achterkant van de schedel groeide een breed beenschild dat tot over de nek en schouders liep. Boven de ogen stonden twee lange hoorns. Een derde, kortere, hoorn was op de neus geplaatst. De smalle snuit droeg een scherpe hoornsnavel. Daarmee rukte Triceratops struiken uit de grond die door scherpe rijen kleine tanden in stukken geknipt werden. Die werden meteen doorgeslikt en in de grote buikholte verder verteerd.
De geleerden zijn het er niet over eens waartoe het nekschild en de hoorns dienden. Ze kunnen gebruikt zijn om zich te verdedigen tegen de gigantische Tyrannosaurus rex, het belangrijkste roofdier dat in het leefgebied van Triceratops voorkwam. Die mogelijkheid heeft Triceratops tot een van de bekendste dinosauriërs bij het grote publiek gemaakt. Maar sommige wetenschappers denken dat er alleen onderling mee gevochten werd, om te bepalen wie het sterkst was. Anderen geloven dat ze slechts bedoeld waren om mee te pronken of om de verschillende soorten uit elkaar te houden.
In het gebied in Noord-Amerika waar hij leefde, behoorde Triceratops tot de talrijkste gewervelde planteneters. Hij werd vermoedelijk 66 miljoen jaar geleden aan het eind van het Krijt uitgeroeid door de inslag van een grote meteoriet. Daarmee was Triceratops een van de laatste grote dinosauriërs.

## Vondsten en naamgeving

### Triceratops horriduswordt ontdekt

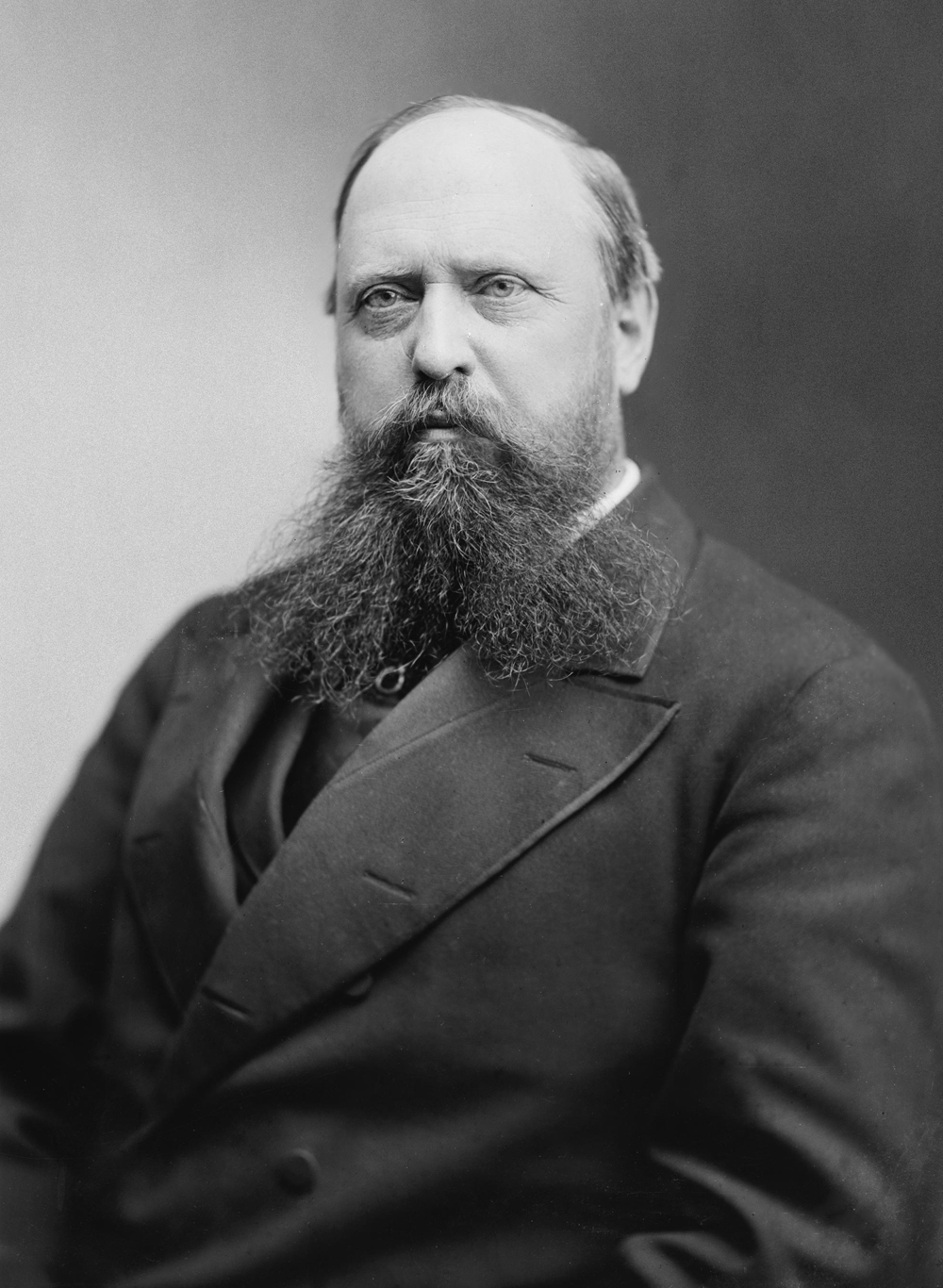
Marsh benoemde negen triceratopssoorten

De eerste vondst van Triceratops werd vermoedelijk in 1867 of 1868 gedaan door ingenieur kapitein Edward Louis Berthoud bij Denver; het bestond uit een stuk hoorn dat indertijd niet als zodanig werd onderkend. Twintig jaar later, in het voorjaar van 1887, vond leraar en amateurpaleontoloog George Lyman Cannon jr. op dezelfde locatie bij Green Mountain Creek, tegenwoordig Lakewood Gulch ten westen van Denver in Colorado, een stuk schedel met twee hoorns van twee voet lengte. Cannon meldde de vondst aan de geoloog Whitman Cross, medewerker van het US Geological Survey. Die zond het fossiel door naar de toen zeer gezaghebbende paleontoloog professor Othniel Charles Marsh, die officieel aan het Geological Survey verbonden was. Hoewel Cross duidelijk had aangegeven dat de vondst gedaan was in lagen uit het Krijt, de Denver Beds, meende Marsh dat het specimen YPM 1871E, tegenwoordig USNM 4739, toebehoorde aan een uitgestorven bizon uit het Plioceen die hij dat jaar nog Bison alticornis doopte. De soortaanduiding betekent 'met hoge hoorns'. Marsh omschreef het dier als 'een van de grootste Amerikaanse runderen, en een dat verre verschilt van welke al beschreven zijn'. In december 1888 werd het hem als eerste duidelijk dat er Ceratopia bestonden toen hij Ceratops beschreef, maar hij legde nog niet de link naar het fossiel van een jaar eerder.

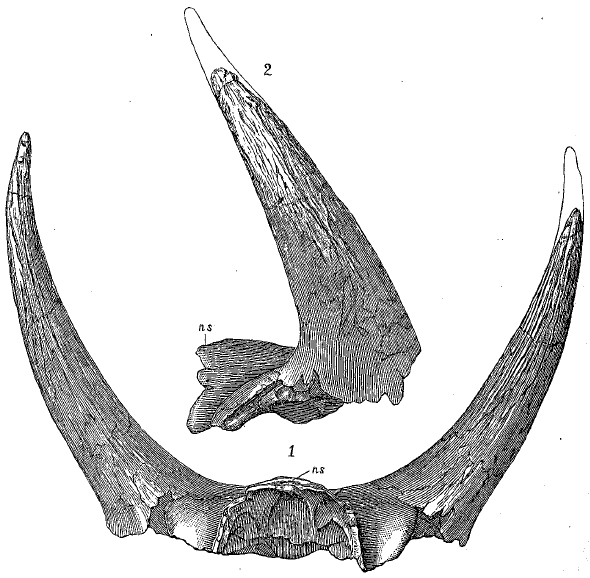
YPM 1871E: Bison alticornis

In de herfst van 1888 echter had een medewerker van Marsh, John Bell Hatcher, in Douglas, Wyoming, de eigenaar van de Three-Nine Ranch Charles Arthur Guernsey ontmoet, die een van de grootste amateurverzamelaars van fossielen was in de regio. Guernsey liet hem trots een stuk hoorn zien van een halve meter lengte. Een van zijn cowboys, Edmund B. Wilson, was tijdens het veedrijven langs een ravijn verschrikt door de plotse aanblik van een monsterlijke schedel die uit de rotswand stak met 'hoorns zo lang als de steel van een houweel en oogkassen zo groot als je hoed'. Van de schrik bekomen probeerde hij het fossiel voor zijn baas te bergen door een lasso om een van de hoorns te werpen maar de schedel kwam zo plotseling los uit het gesteente dat hij naar de bodem van de kloof tuimelde en Wilson had nog van geluk mogen spreken dat de hoorn daarbij afbrak, anders was hij met paard en al mee de diepte in verdwenen. Toen Hatcher eind 1888 terugkeerde naar Yale University en zijn opdrachtgever Marsh in New Haven, zag hij de fossielen van Ceratops en B. alticornis en begreep dat de drie vondsten van dezelfde diergroep afkomstig waren. Marsh liet Guernsey de hoorn opsturen om te controleren of het geen indianenverhaal was; na ontvangst zond hij onmiddellijk Hatcher weer uit om de hele schedel alsnog te bergen. Die bleek te vinden te zijn bij Buck Creek ten noorden van Lusk, nabij de Johnson Brothers Ranch in lagen van de Laramieformatie uit het Laat-Maastrichtien. Het fossiel met een gewicht van een halve ton kwam begin mei 1889 in Yale aan. Marsh benoemde de schedel, als holotype, naamdragend fossiel, met inventarisnummer YPM 1820, dezelfde maand nog — net op tijd voor de aprileditie van het American Journal of Science — als een tweede soort van Ceratops: C. horridus. Marsh gaf geen etymologie voor de soortaanduiding. Horridus kan in het Latijn 'schrikwekkend' betekenen, en zou dan een verwijzing zijn naar het avontuur van Wilson, maar ook 'ruw', een mogelijke verwijzing naar het ruwe oppervlak van de bovenkant van de schedel dat Marsh in het benoemende artikel vermeldt.

### Marsh benoemt nog eens acht soorten

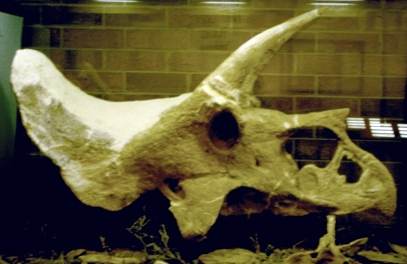
DMNH 48617

Marsh had gepubliceerd nog voor het fossiel te prepareren. Toen hij dat alsnog liet doen, bleek de schedel niet alleen twee hoorns bovenop maar ook één op de snuit te bezitten. Hierop benoemde hij in augustus 1889 een apart geslacht: Triceratops. De geslachtsnaam is afgeleid van het Klassiek Griekse τρι (tri), 'drie', κέρας (keras, genitief keratos), 'hoorn', en ωψ (oops, meervoud oopia), 'gezicht'. Samen: 'gezicht met drie hoorns'. De typesoort is dus Ceratops horridus en de combinatio nova is Triceratops horridus. De hele soortnaam zou, gezien het feit dat het specimen van B. alticornis vermoedelijk van dezelfde soort afkomstig is, eigenlijk T. alticornis moeten zijn maar dat was Marsh indertijd niet geheel duidelijk en hij maakte van B. alticornis een Ceratops alticornis. Tegenwoordig wordt meestal aangenomen dat de resten uit 1887 eigenlijk te slecht zijn voor een betrouwbare identificatie, zodat B. alticornis als een nomen dubium beschouwd wordt. De geldige soortnaam blijft dan Triceratops horridus. Dat Triceratops wel degelijk in de Denver Beds te vinden is, bewijst een vondst in november 2003 van een complete schedel, DMNH 48617.

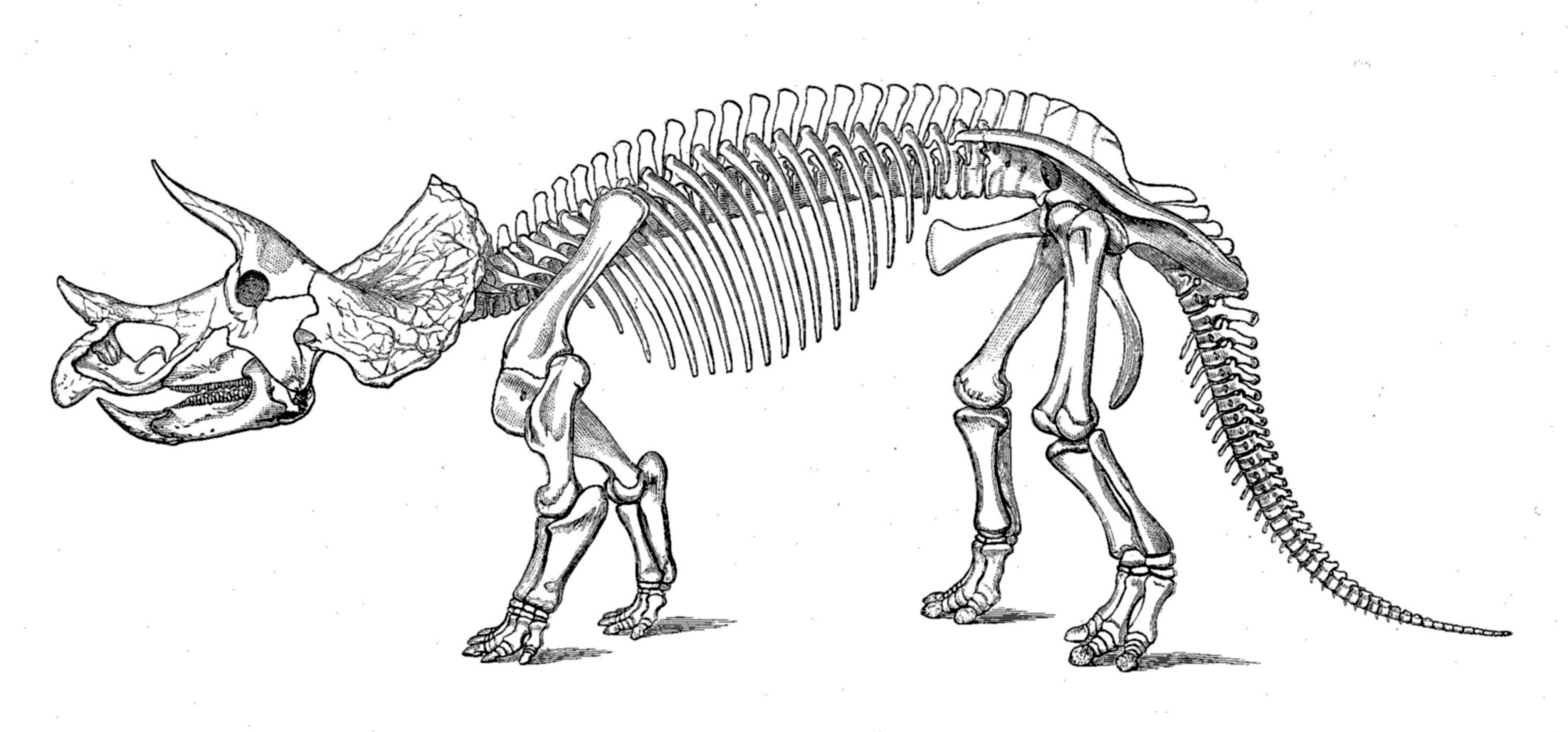
T. prorsus naar Marsh 1891

Hatcher bleef voor Marsh op een vrij beperkte oppervlakte van twintig kilometer in het vierkant in Niobrara County en Converse County opgravingen verrichten. Tussen 1889 en 1891 zou hij er eenendertig triceratopsschedels vinden, die lichte verschillen in vorm vertoonden. Marsh was er altijd al erg op gebrand nieuwe soorten te benoemen — mede om te voorkomen dat concurrenten als Edward Drinker Cope hem voor zouden zijn — en ook bij Triceratops leidde dat tot een snelle toeneming van het aantal taxa. Geen van de nieuwe schedels werd aan T. horridus toegewezen. Al in de publicatie van augustus 1889 werden nog eens twee soorten benoemd: Triceratops flabellatus, 'gevormd als een waaiertje', op basis van schedel YPM 1821, en Triceratops galeus, 'de gehelmde', voor een hoorn en een stuk nekschild, tegenwoordig USNM 2410, die door George Homans Eldridge gevonden waren in Colorado in de Laramieformatie. In december 1889 publiceerde Marsh de eerste afbeelding van een triceratopsschedel, i.c. die van T. flabellatus. In januari 1890 volgden weer twee soorten: Triceratops serratus, 'de gekartelde', op basis van schedel YPM 1823, en Triceratops prorsus, 'de rechtvooruitstekende', voor specimen YPM 1822 met een naar voren stekende hoorn op de neus. In mei 1890 volgde de zesde soort: Triceratops sulcatus, 'de gegroefde' genaamd wegens groeven op de hoorns, op basis van een fragmentarische schedel, tegenwoordig specimen USNM 4276. Marsh meldde ook de vondst van een natuurlijk afgietsel van het brein, dat hij bijzonder klein vond. In februari 1891 publiceerde Marsh meer uitgebreide afbeeldingen; hij had nu voldoende skeletmateriaal om vast te kunnen stellen dat het dier op vier poten liep na eerder nog gedacht te hebben dat een te zwaar geëvolueerde schedel een tweevoeter op de rand van uitsterven gebracht had. In april volgden nog uitgebreidere tekeningen die samen de eerste volledige en enigszins correcte skeletrestauratie van een dinosauriër vormden — in dezelfde publicatie werd ook Brontosaurus op dezelfde wijze gerestaureerd. Tentoonstelling van de skeletten zelf wees Marsh af omdat de kennis te gering zou zijn om dat op betrouwbare wijze uit te voeren. Zijn eigen tekening toonde aan dat die voorzichtigheid gerechtvaardigd was: die toonde te veel ruggenwervels.

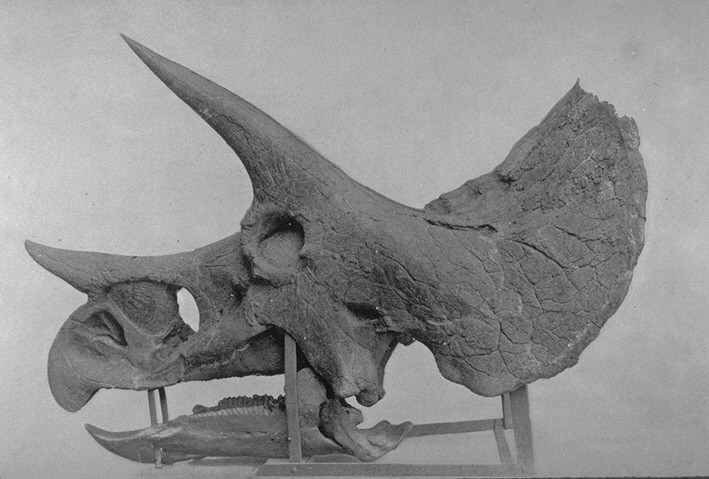
YPM 1822

Dat jaar benoemde Marsh een apart geslacht voor T. flabellatus: Sterrholophus, 'stijve kam', zodat deze soort een S. flabellatus werd. In september 1891 werd de zevende soort benoemd: Triceratops elatus, 'verheven', op basis van YPM 1201, een enorme schedel met een lage maar omhoogstekende neushoorn, op 23 oktober 1890 door Hatcher gevonden. Hierna volgde een onderbreking in de naamgeving maar in 1898, toen een aantal fossielen van Yale naar het Smithsonian overgebracht werd, benoemde Marsh een daarvan, USNM 4928, een schedel met een vreemde uitholling aan de achterzijde van de hoornbasis, tot Triceratops calicornis, 'de kelkhoornige' en een ander, USNM 4720, tot Triceratops obtusus, 'de stompe' wegens de afgestompte neushoorn.

### Na Marsh
Toen Marsh in 1899 overleed, liet hij een onvoltooide grote monografie over de Ceratopia achter. Henry Fairfield Osborn verzocht in 1902 Hatcher om die alsnog voor publicatie gereed te maken. Deze herzag hierin het materiaal van Triceratops volledig. Het geslacht Sterrholophus stelde hij weer aan Triceratops gelijk en daarnaast wilde hij nog eens twee nieuwe soorten benoemen. Omdat ook hijzelf in 1904 plots aan de paratyfus stierf voordat hij zijn taak kon beëindigen, werden die in 1905 apart gepubliceerd door Richard Swann Lull, waarbij Hatcher postuum medeauteur was.

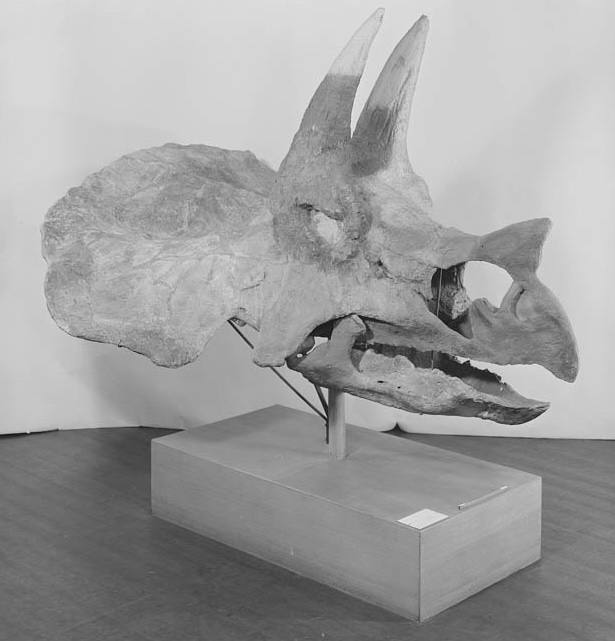
YPM 1832 “Skull 21” (Delft, 1961)

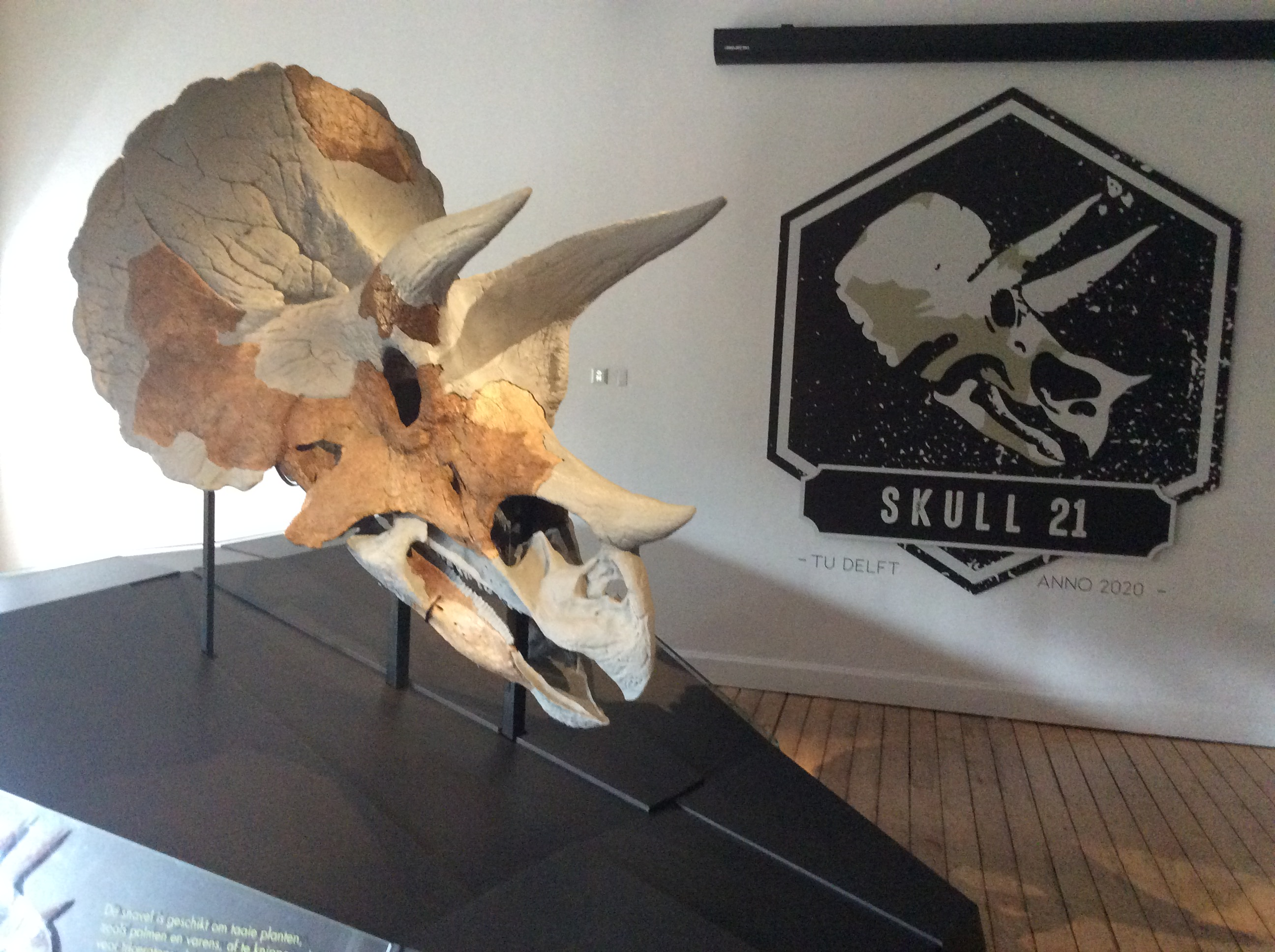
YPM 1832 “Skull 21” (Delft, 2021)

De eerste door Hatcher benoemde soort was Triceratops brevicornus, 'met de korte hoorn', op basis van specimen YPM 1834 (later BSP 1964 I 458), een schedel met een gedeeltelijk skelet. Het plesiotype van deze soort was YPM 1832, een in 1891 gevonden schedel met onderkaken waaraan het uiteinde van de snuit, de punten van de wenkbrauwhoorns, en de rand van het nekschild ontbreken. In 1956 werd deze schedel door het Mineralogisch-Geologisch Museum van de Technische Hogeschool Delft geruild voor fossielen die Hendrik Albertus Brouwer op Timor had opgegraven. Tijdens het transport naar Nederland raakte het specimen door een storm en het herhaaldelijk laten vallen van de krat zwaar beschadigd. Het werd door Pieter Kruizinga, enigszins fantasierijk, in een jaar tijd gerestaureerd. Toen het museum tussen 2013 en 2015 opgeheven was, ging de schedel over in de collectie van Naturalis voor een moderne reconstructie. In 2020 was de reconstructie voltooid en de schedel (“Skull 21”) werd overgebracht naar Science Centre Delft voor een tentoonstelling.
Voor de tweede soort had Hatcher geen tijd meer gehad een naam te verzinnen; omdat het specimen, USNM 2412, erg afwijkend was, benoemde Lull er een apart geslacht voor samen met een soortaanduiding die Hatcher eerde: Diceratops hatcheri. In 1907 werd ook de monografie door Lull voltooid en gepubliceerd; hierin maakte hij van C. alticornis een aparte T. alticornis. Lull vermeldde in 1915 dat Marsh van plan was geweest specimen YPM 1828 als een Triceratops ingens, 'de ontzaglijke', te benoemen; de naam bleef een onbeschreven nomen nudum.

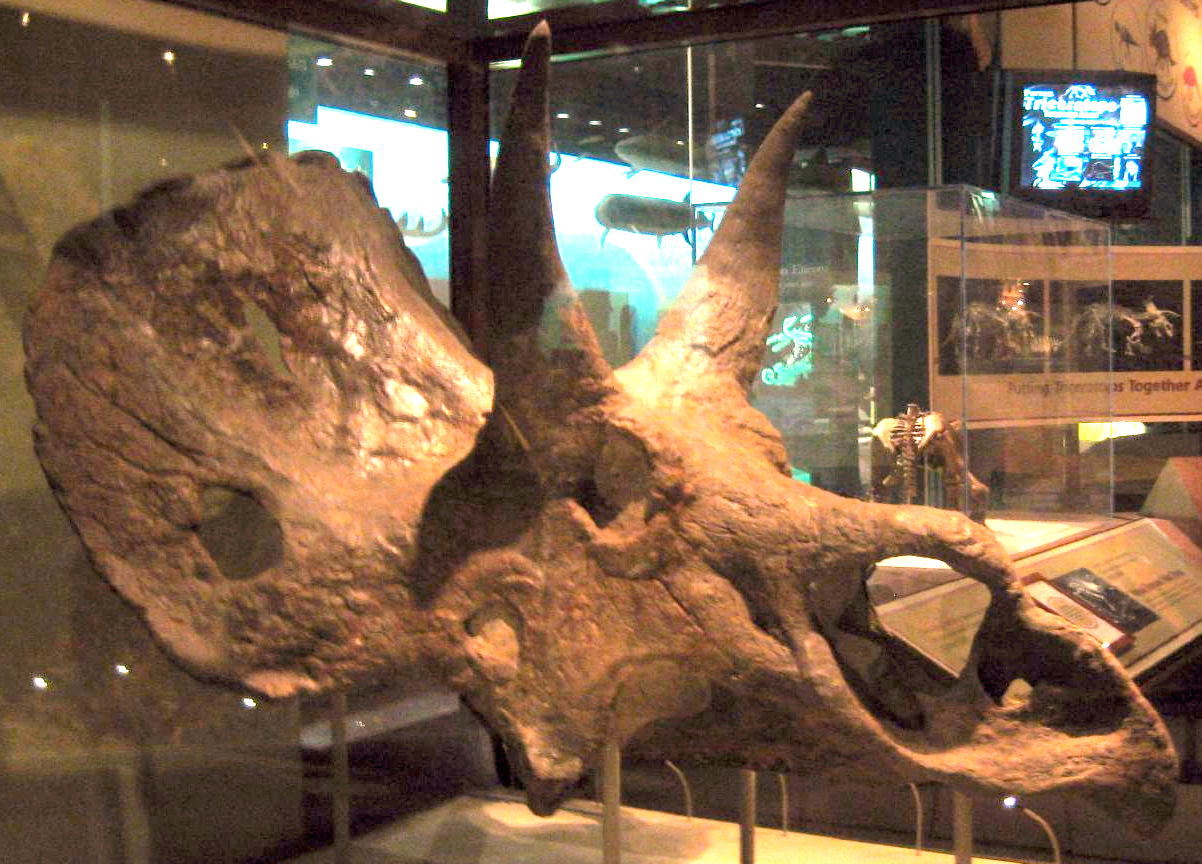
Het raadselachtige USNM 2412

In 1933 benoemde Barnum Brown een specimen, AMNH 5040, dat in 1909 in de Hell Creek-formatie opgegraven was door Peter Kaisen, als Triceratops maximus, 'de grootste'. Het fossiel bestaat slechts uit acht halswervels en twee ribben maar de omvang daarvan is zo uitzonderlijk dat Brown een eigen soort gerechtvaardigd achtte. Hetzelfde jaar veranderde Lull van mening over Diceratops en wees D. hatcheri aan Triceratops toe als een Triceratops hatcheri. In 1930 groef Erich Maren Schlaikjer in opdracht van Harvard University in Goshen County op een vindplaats honderddertig kilometer zuidelijker in Wyoming dan waar Hatcher zijn vondsten deed, en die deel uitmaakte van de jongere Lanceformatie, een tamelijk afwijkend specimen op, MCZ 1102, dat hij in 1935 benoemde als Triceratops eurycephalus, de 'breedkop'. Het kenmerkt zich door erg lange wenkbrauwhoorns en een gladde rand van het nekschild.
In 1936 meende Oskar Kuhn dat twee soorten die Cope in respectievelijk 1872 en 1874 benoemd had, Agathaumas sylvestris en Polyonax mortuarius, tot Triceratops behoorden en hernoemde ze tot Triceratops silvestris en Triceratops mortuarius; in 2000 zou George Olshevsky de eerste naam emenderen tot T. sylvestris — Kuhn had Copes spelfout niet mogen verbeteren. Olshevsky wees er ook op dat een derde soort van Cope, Claorhynchus trihedrus, wellicht ook identiek aan Triceratops was; alle drie de namen gelden tegenwoordig als nomina dubia omdat het materiaal te slecht is om het met voldoende zekerheid met andere fossielen in verband te brengen. Kuhn borduurde verder op een identificatie van Richard Lydekker die in 1893 T. prorsus aan Agathaumas toegewezen had als een A. prorsus, maar paste de prioriteitsregel niet toe.
In 1946 deed Charles Mortram Sternberg de eerste vondst in Canada, toen hij in de Red Deer Valley in Alberta een groot specimen opgroef, NMC 8862, dat hij in 1949 benoemde als Triceratops albertensis. Daarna zijn ook fossielen van Triceratops gevonden in Saskatchewan.

### Samenvoeging van soorten

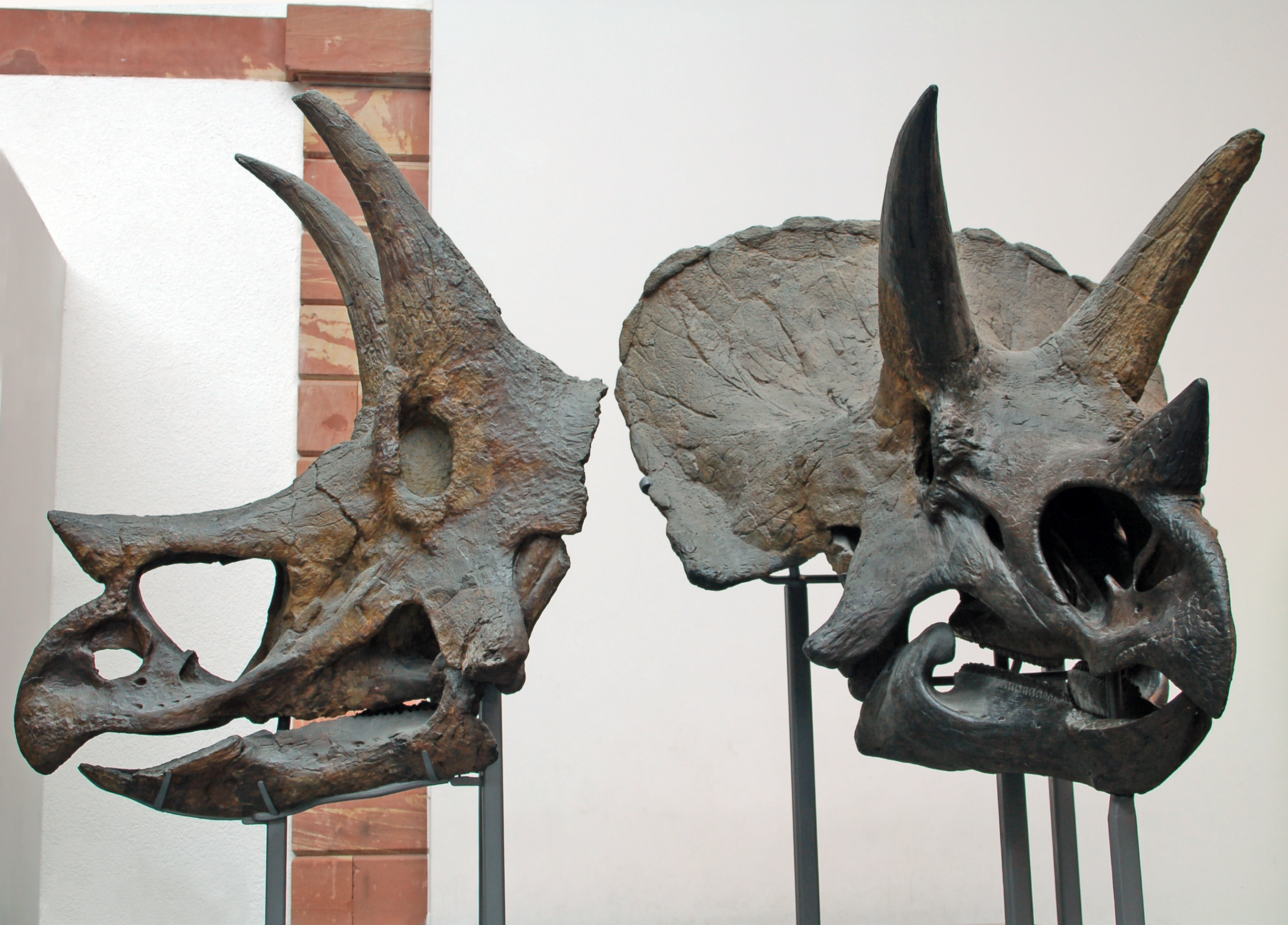
Ostrom gaf T. horridus een variabele hoornstand

Behalve de exemplaren die als holotypen dienden van benoemde soorten werden er nog veel meer fossielen van Triceratops opgegraven. Er zijn tot op heden weliswaar maar drie vrijwel complete skeletten gevonden — de tweede daarvan, specimen GMNH-PV 124, werd gemeld in 2011 en in 2021 werd de in 2014 ontdekte 'Big John' verkocht voor 5,5 miljoen euro, een record — maar schedels van Triceratops zijn zo algemeen dat lang niet alle exemplaren zijn verzameld, ook vanwege de kosten van het bergen: een heel fossiel skelet zou zelfs een vijf ton wegen omdat de botten versteend zijn. Barnum Brown claimde dat hij in Wyoming en Montana voor eigen rekening of leidinggevend aan veldwerkers van het Amerikaans Natuurhistorisch Museum zeker vijfhonderd schedels ontdekt had. Zelfs die skeletten die in musea staan, zijn lang niet alle wetenschappelijk beschreven. Naturalis stelt "Dirk" tentoon, specimen RGM.1332500, een skelet gecompleteerd met geprinte onderdelen van nog eens drie individuen.

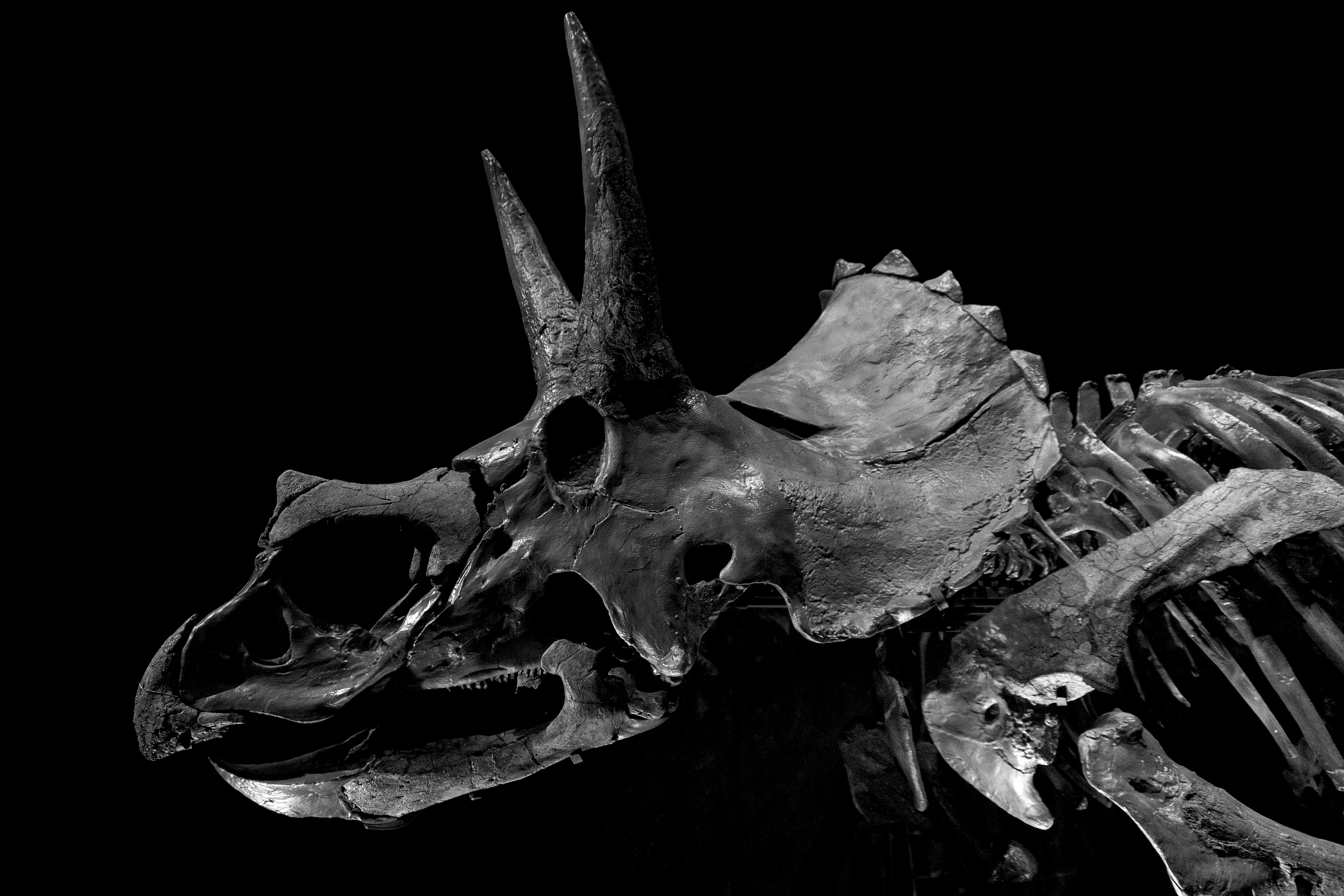
Dirk in Naturalis

Hoewel er tegenwoordig veel meer materiaal bekend is dan in Marsh zijn tijd, is het aantal erkende soorten juist sterk teruggelopen. Door de vele vondsten werd het duidelijk dat er allerlei graduele variaties in skeletvorm bestonden. Die lieten een overbruggende reeks zien tussen de soorten, benoemd op grond van slechts kleine verschillen die ook het gevolg zouden kunnen zijn geweest van individuele variatie, groeistadia of seksuele dimorfie. Het werk van Hatcher en Lull hield zich nog grotendeels aan de indeling van Marsh. Lull oordeelde in 1907 alleen dat T. galeus wegens het fragmentarische karakter van het holotype een nomen dubium was. Wel verdeelde hij de soorten twee groepen: T. horridus, T. prorsus en T. brevicornus stelde hij tegenover T. elatus en T. calicornis, hoewel hij niet aangaf wat het criterium voor, of de aard van, dit onderscheid was. De overige soorten zette hij apart of liet hij buiten beschouwing. In 1933 publiceerde Lull weer een monografie over de Ceratopia en bij deze gelegenheid wees hij ook nog T. alticornis, T. sulcatus en de net benoemde T. maximus als nomina dubia af. Hij erkende nu drie groepen: T. prorsus zou zich via T. brevicornus in T. horridus ontwikkeld hebben waarbij de schedelgrootte toenam en de neushoorn juist kleiner werd. De groep van T. elatus zou daarentegen een tak vertegenwoordigen waar de wenkbrauwhoorns in lengte toenamen. Groep drie bestond uit T. obtusus en T. hatcheri: deze vormen hadden een vrij kleine schedel maar wel een korte neushoorn.
Na Lull werd er lange tijd geen aandacht besteed aan het probleem. In de paleontologie werd ondertussen steeds vaker het taxonomisch soortbegrip, waarin soorten benoemd mogen worden op grond van relatief kleine variaties waarvan de oorzaak onduidelijk is, door het biologisch soortbegrip vervangen dat als eis stelt dat het bestaan van gescheiden populaties wordt aangetoond. Lukt dat niet dan wordt de waarneembare variatie als intraspecifiek beschouwd, zich voordoend binnen één soort, wat tot een sterke reductie van het aantal erkende soorten zal leiden. In 1986 werd ook Triceratops aan dit proces onderworpen. In 1964 was door Yale een triceratopsskelet voor andere fossielen geruild met de Bayerische Staatssammlung für Paläontologie und Geologie te München, waar het nu als BSP 1964 I 458 tentoongesteld wordt. De Amerikaanse professor John Ostrom, die net een monografie over de schedel van Triceratops gepubliceerd had, kwam daarbij in contact met de Duitse paleontoloog Peter Wellnhofer. Beide mannen zouden tientallen jaren lang een innige correspondentie onderhouden. Daarbij kwam ook het nu algemeen als gênant ervaren triceratopsprobleem ter sprake. Al snel kwam men tot de conclusie dat het hoogst onwaarschijnlijk was dat er in een relatief korte tijdspanne in een klein gebied een half dozijn of meer iets verschillende soorten waren voorgekomen: die zouden elkaar verdrongen hebben. In 1986 werd door beiden de drastische stap gezet alle soorten terug te brengen tot de oorspronkelijke typesoort: Triceratops horridus. Thomas Lehman erkende de juistheid van deze oplossing en voegde de interpretatie aan toe dat de T. elatus-groep van Lull de mannetjes zou vertegenwoordigen en de T. obtusus-T. hatcheri-groep pathologische, door ziekte misvormde, oude mannetjes.

### Blijvende onduidelijkheid

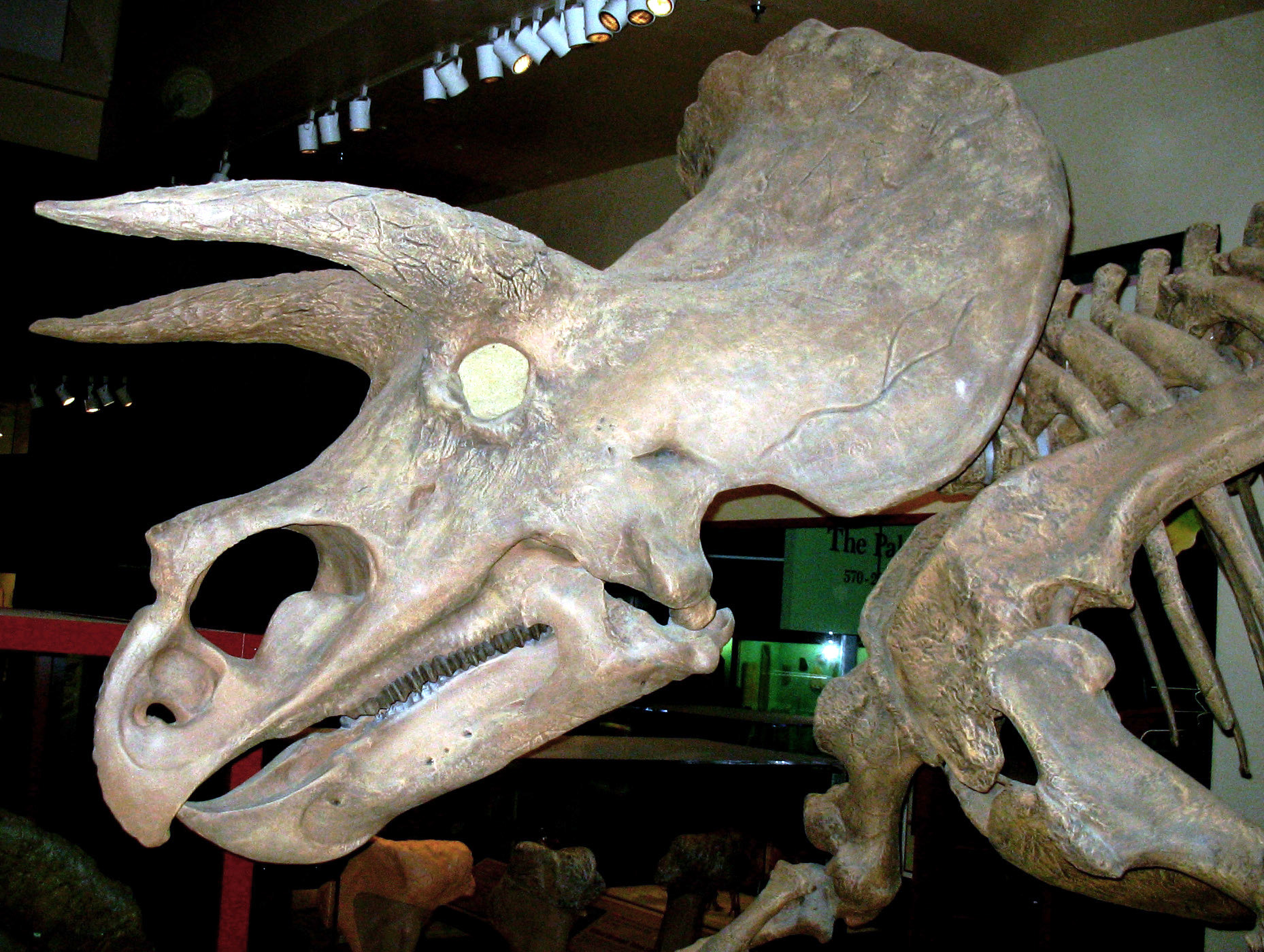
Schedel van Triceratops prorsus die zich zou kenmerken door een kleiner nekschild en naar voren buigende hoorns

Deze heldere situatie zou echter niet lang duren. In 1990 promoveerde Catherine Ann Forster op een dissertatie waarin toch weer een volgende soort benoemd werd: Triceratops sternbergii, op basis van specimen AMNH 5116. Ook stelde Forster dat Diceratops een valide geslacht was en dat ook T. eurycephalus een aparte soort was. Hoewel ze de naam T. sternbergii nooit zou publiceren en later haar oordeel zou herroepen over de aparte status van de twee soorten, had het geschrift toch een meer bestendige uitwerking. Forster toonde namelijk via een exacte morfometrische analyse aan dat de schedels in twee hoofdgroepen te verdelen waren. De ene bestond uit het T. horridus-type met kortere hoge hoorns, de andere tot het T. prorsus-type met meer naar voren buigende hoorns, een langere neushoorn, een kortere snuit en een korter nekschild; tot het laatste behoorde ook T. brevicornus. Forster verwierp een verklaring door seksuele dimorfie omdat het T. prorsus-type tweemaal zo talrijk is en in sommige locaties de verhoudingen nog veel schever liggen. Haar interpretatie wordt echter niet unaniem aanvaard en is door zowel Peter Dodson als Lehman verworpen. Een probleem is ook dat bij het holotype van T. horridus zowel de hoornkernen als het nekschild zijn afgebroken. Een studie uit 2014 concludeerde dat T. horridus stratigrafisch gescheiden was van T. prorsus, dus systematisch in oudere lagen gevonden werd. T. prorsus zou in een proces van anagenese, geleidelijke evolutionaire ontwikkeling binnen één populatie, uit T. horridus zijn voortgekomen. Problematisch was echter dat de middelste lagen zich onderscheidden door het voorkomen van een groeivorm met afwijkende lange verticale wenkbrauwhoorns.
De problematiek is de laatste jaren nog gecompliceerd doordat aan de ene kant nieuwe geslachtsnamen geschapen zijn voor materiaal dat volgens sommigen aan Triceratops toebehoort, aan de andere kant gesuggereerd wordt dat een eerder erkend geslacht aan Triceratops moet worden toegewezen.
In 1987 benoemden Emily Cobabe en David Fastovsky Ugrosaurus olsoni op basis van het in 1983 gevonden specimen UCMP 128561. In 1993 toonde Forster echter aan dat de vermeende unieke eigenschappen van dit geslacht berustten op een foute analyse van de botfragmenten.
In 2007 hernoemde Andrej Oekrainski Diceratops, dat achteraf een al door een wesp bezette naam was gebleken te zijn, in Nedoceratops. In 2009 stelde John Scannella dat Torosaurus, een geslacht gebaseerd op de 32e schedel die Hatcher voor Marsh opgroef, slechts een zeer groot en oud exemplaar van Triceratops vertegenwoordigde.
In 2010 hernoemde Gregory S. Paul Eotriceratops xerinsularis in een Triceratops xerinsularis; hij is daarin door niemand gevolgd.

### Soortenlijst
De ingewikkelde naamgevingsgeschiedenis kan worden samengevat in de volgende soortenlijst:
- Agathaumas sylvestris Cope 1872: nomen dubium, wellicht identiek aan Triceratops, = Triceratops silvestris (Cope 1872) Kuhn 1936, = Triceratops sylvestris (Cope 1872) Olshevsky 2000
- Polyonax mortuarius Cope 1874: nomen dubium, wellicht identiek aan Triceratops, = Triceratops mortuarius (Cope 1874) Kuhn 1936
- Bison alticornis Marsh 1887: nomen dubium, wellicht identiek aan Triceratops, = Ceratops alticornis (Marsh 1887) Marsh 1889, = Triceratops alticornis  (Marsh 1887) Lull 1907
- Ceratops horridus Marsh 1889: = Triceratops horridus (Marsh 1889) Marsh 1889, de valide typesoort van Triceratops
- Triceratops flabellatus Marsh 1889: jonger synoniem van T. horridus, = Sterrholophus flabellatus (Marsh 1889) Marsh 1891
- Triceratops galeus Marsh 1889: nomen dubium, vermoedelijk jonger synoniem van T. horridus
- Triceratops serratus Marsh 1890: jonger synoniem van T. horridus
- Triceratops prorsus Marsh 1890: wellicht valide soort, misschien jonger synoniem van T. horridus
- Triceratops sulcatus Marsh 1890: nomen dubium, vermoedelijk jonger synoniem van T. horridus
- Triceratops elatus Marsh 1891: jonger synoniem van T. horridus
- Torosaurus Marsh 1891: wellicht valide geslacht, wellicht jonger synoniem van Triceratops
- Triceratops calicornis Marsh 1898: jonger synoniem van T. horridus
- Triceratops obtusus Marsh 1898: jonger synoniem van T. horridus
- Diceratops hatcheri Hatcher & Lull 1905: wellicht Triceratops, wellicht valide geslacht, naam bezet = Triceratops hatcheri (Hatcher & Lull 1905) Lull 1933, = Nedoceratops Ukrainski 2007, = Diceratus  Mateus 2008
- Triceratops brevicornus Hatcher & Lull 1905: wellicht jonger synoniem van T. prorsus, misschien jonger synoniem van T. horridus
- Triceratops ingens Marsh vide Lull 1915: nomen nudum
- Triceratops maximus Brown 1933: nomen dubium
- Triceratops eurycephalus Schlaikjer 1935: vermoedelijk jonger synoniem van T. horridus, misschien valide soort
- Triceratops albertensis C. M. Sternberg 1949: jonger synoniem van T. horridus
- Ugrosaurus olsoni Cobabe & Fastovsky 1987: jonger synoniem van T. horridus
- Triceratops sternbergii Forster 1990: nomen ex dissertatione, jonger synoniem van T. horridus
- Triceratops xerinsularis (Wu, Brinkman, Eberth & Braman 2007) Paul 2010: = Eotriceratops xerinsularis Wu, Brinkman, Eberth & Braman, 2007

## Beschrijving

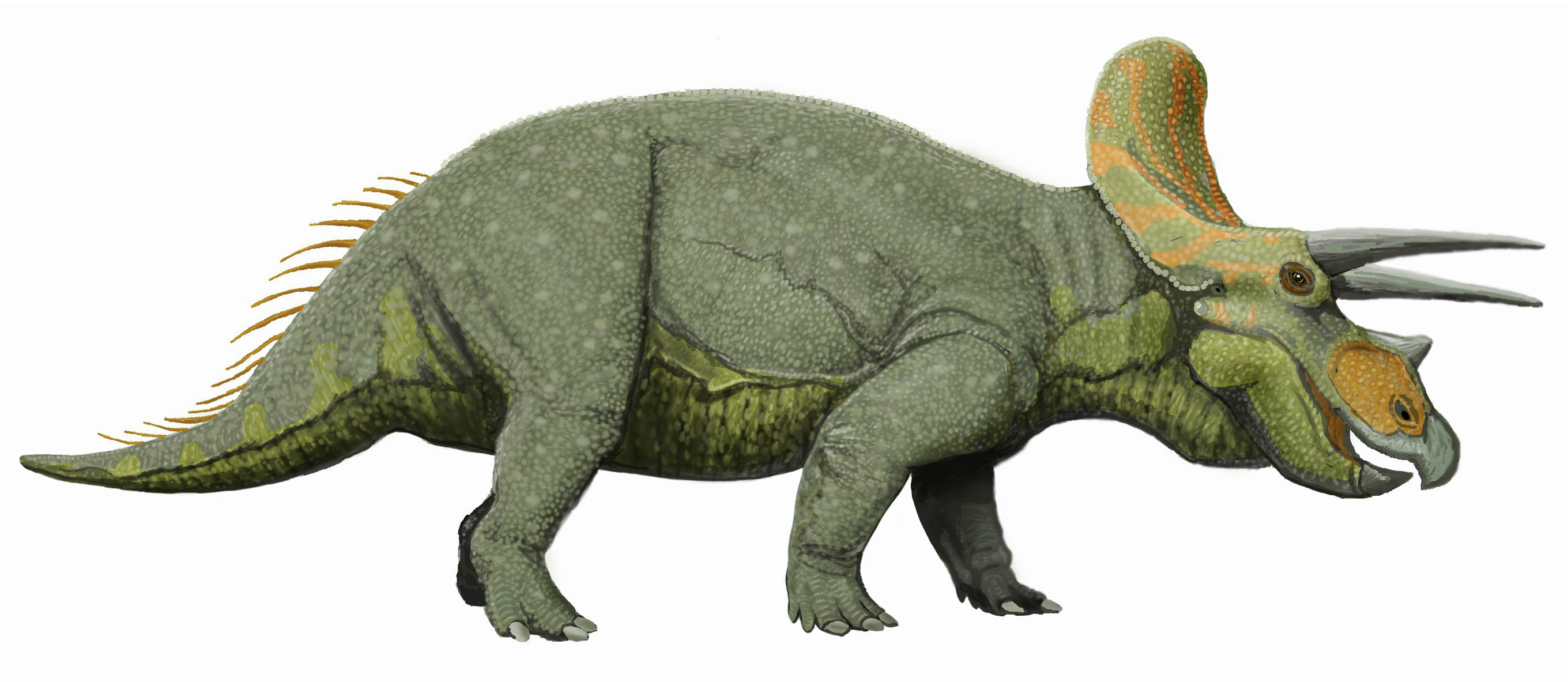
Verouderde weergave met afhangende staart en voorpoten in spreidstand

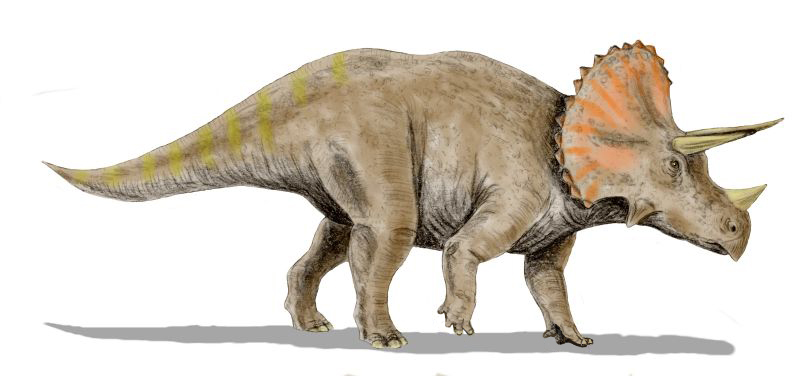
Moderne interpretatie

### Algemene bouw en grootte
Triceratops is een enorm dier, een van de grootste bekende ceratopiërs, met de afmetingen van een olifant. De bouw is echter meer die van een neushoorn, waarmee het geslacht vaak vergeleken is: een grote lange maar smalle schedel, stevige nek, gedrongen romp en vrij korte poten waarvan de knieën en ellebogen gebogen worden gehouden zodat ermee gerend kan worden. De horizontale staart draagt nog aan de gelijkenis bij want die is nogal kort voor een dinosauriër. Een twistpunt is de laatste jaren de stand van de voorpoten geweest. Traditioneel werden die in een spreidstand weergegeven, net als bij de huidige reptielen. Robert Thomas Bakker wees erop dat het dier dan nauwelijks enige vaart had kunnen maken. De romp is namelijk tamelijk stijf en kon niet zijwaarts buigen om de paslengte te vergroten. De kop van het dijbeen is daarbij cilindervormig en past zo in het heupgewricht dat het de achterpoten recht onder het lichaam dwingt. Die hadden dus veel grotere passen kunnen maken dan uiteen geplaatste voorpoten. Volgens hem stonden dus ook die laatste recht onder de romp. De musculatuur was daarbij heel zwaar. Zo zou het beest ondanks zijn gewicht in galop een snelheid van wel vijftig kilometer per uur hebben kunnen bereiken. Dodson denkt echter dat de beweeglijkheid van het schouderblad onvoldoende was om te galopperen en dat de vorm van de borstkas en opperarmbeen tot een spreidstand dwongen. De laatste jaren lijkt men tot een compromis te komen: de voorpoten stonden weliswaar iets met de ellebogen naar buiten, ongeveer twintig graden, maar de handen werden toch dicht bij de middenlijn geplaatst, wat ook bewezen wordt door sporen. Doordat Ceratopia, net als de vroegste dinosauriërs, niet tot een sterke pronatie in staat waren, het naar beneden doen richten van de handpalmen door de onderarm te roteren, zou een zekere zijwaartse draaiing in de schouder noodzakelijk zijn geweest om de handen plat op de grond te plaatsen.

Een vergelijking in grootte met een mens

De exacte afmetingen van Triceratops zijn lastig vast te stellen omdat er weinig volledige skeletten bekend zijn. De museumskeletten zijn composieten van verschillende fossielen, aangevuld met gipsen onderdelen. De langste schedels bereiken een lengte van 2,2 meter. De gedeeltelijke skeletten lijken volgens Dodson te wijzen op een lengte van minstens 7,9 meter en een heuphoogte van 2,9 meter. Volgens Gregory S. Paul is het grootste skelet het holotype van T. sulcatus, USNM 4276. Hij schatte in 2010 de lengte van dit individu op 9,4 meter, het gewicht op zo'n dertien ton.
De onderscheidende kenmerken van Triceratops zijn lastig te bepalen door de onzekerheid of Torosaurus een jonger synoniem is. T. prorsus wijkt in minstens drie eigenschappen van T. horridus af: de zijkant van het squamosum is boller; de opgaande tak van de praemaxilla is verticaal gericht; de neushoorn is langwerpig. De studie uit 2014 concludeerde dat tijdens de evolutie de neushoorn langwerpiger werd en sterker overdwars afgeplat; de snuitpunt werd stomper; en de fontanel in het voorhoofd sluit eerder.

### Schedel en onderkaken
De enorme driehoornige schedel van Triceratops die het geslacht zijn naam gegeven heeft, is een van de opvallendste kenmerken van het dier. De kop is, mede door een aan het schedeldak ontspruitend groot nekschild, bijna net zo lang als de romp en zwaargebouwd met verstevigende vergroeiingen van de schedelbeenderen. De oogkassen zijn vrij klein, de normaliter bij dinosauriërs grote schedelopening vóór de ogen, de fenestra antorbitalis, is gereduceerd tot een smalle ovale spleet en zelfs de slaapvensters, bij de overige ceratopiërs vaak aanzienlijk in omvang, zijn sterk gereduceerd, vooral het onderste. Verreweg de grootste openingen in de schedel zijn de forse neusgaten; toen cowboy Wilson 'oogkassen zo groot als je hoed' meldde, moet hij in feite de neusopeningen daarvoor hebben aangezien.

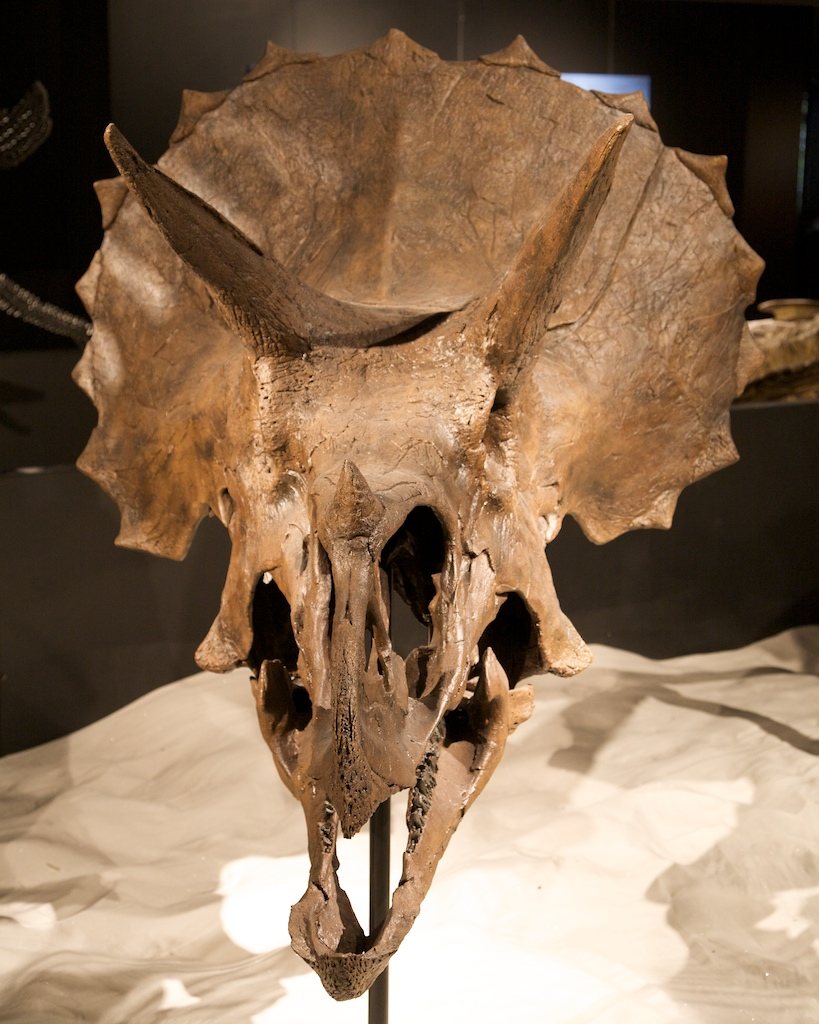
Van voren bezien valt pas goed op hoe smal de snuit is

De neusbeenderen bepalen voor een belangrijk deel de vorm van de verlengde snuit. De normale groeve waarin de neusgaten liggen, de fossa narialis, vormt een grote ovale uitholling. Vooraan ondersteunt die een uniek kenmerk van de Ceratopia, het door Marsh ontdekte en benoemde os rostrale, een snavelvormig been op de punt van de snuit dat bij leven met een overeenkomende hoornsnavel bedekt moet zijn geweest. De praemaxilla die van bovenaan door de fossa narialis uitgehold wordt en daarin een vrij groot premaxillair venster heeft, is zelf tandeloos. Schuin onder het neusgat bevindt zich daarachter de korte, hoge en driehoekige tandendragende maxilla. Daarin staan zesendertig tot veertig tanden, afhankelijk van de leeftijd. Bovenop groeien de neusbeenderen uit in een kleine neushoorn, ofschoon ook wel is gedacht dat dit een apart element zou zijn. Naar achteren lopen ze via de voorhoofdsbeenderen, die geplooid een secundair schedeldak vormen, over in de prefrontalia. Bij sommige exemplaren van T. horridus is een fontanel aanwezig, een onvolledige plooiing waardoor een doorgang ontstaat naar de holte tussen beiden schedeldaken. Het dubbele schedeldak kan gediend hebben als schokbreker voor de hoorns. Aan beide zijden van de prefrontalia vormen de achterranden van de oogkassen, de postorbitalia, de grote wenkbrauwhoorns, die van onderen hol zijn en bij het levende dier verlengd waren door een hoornschacht. Deze lopen weer geleidelijk over in het nekschild, waarvan de buitenranden gevormd worden door de squamosa en het binnenste derde deel door de wandbeenderen. Het schild heeft een hol profiel en is vrij dik. Tussen beide elementen bevinden zich de spleetvormige bovenste slaapvensters waardoor spieren van de bovenkant van het schild naar de onderkaken kunnen lopen. Deze spieren zijn niet verankerd aan de randen van hogere gaten in het schild, zoals bij de meeste ceratopiden. Terwijl de snuit erg smal is, verbreed het nekschild zich naar achteren toe zodat van bovenaf bezien de schedel een driehoekige vorm heeft. De bolle achterrand van het nekschild is bezet door een kartelrand bestaande uit een reeks kleine driehoekige beenderen; ook deze zijn nieuwvormingen die geen deel uitmaken van het eigenlijke skelet maar huidverbeningen ofwel osteodermen zijn, die Marsh de epoccipitalia doopte, hoewel ze niet op het occiput staan, zoals Hatcher kritiseerde. Ze zijn niet bij alle exemplaren aanwezig.

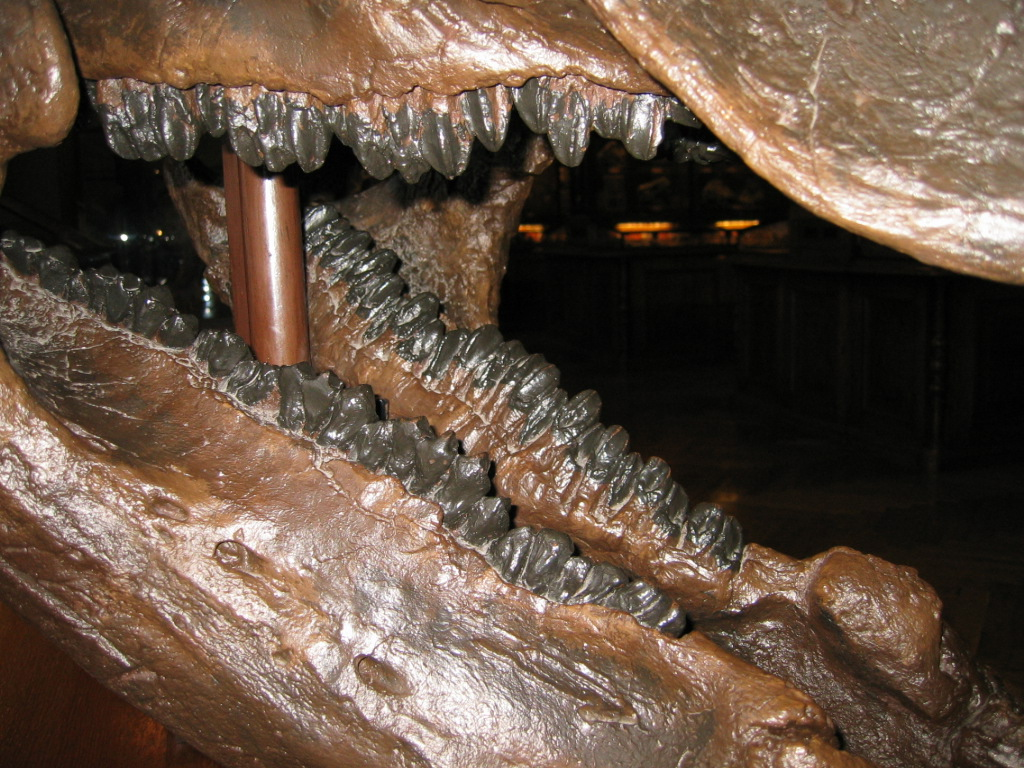
Aan de zijkant kijken we recht op het slijtvlak van de naar buiten kantelende tanden in de onderkaak

De achterkant van het nekschild is het aanhechtingsvlak voor sterke nekspieren. Naar beneden toe loopt dit deel over in de hersenpan waarvan bovenaan het laterosfenoïde en aan de zijkant het os exoccipitale uiteenwaaieren om het schild te ondersteunen. De condylus occipitalis, het raakpunt met de halswervels, is groot en rond; het staat de kop een grote bewegingsvrijheid toe. De schedelopening daarboven is zo georiënteerd dat het aannemelijk is dat het hoofd normaal iets naar beneden gericht werd. In de hoeken wordt het geheel ondersteund door een stevig quadratum dat iets naar achteren helt. Het quadratum wordt aan de zijkanten bedekt met het jukbeen waarin zich het onderste slaapvenster bevindt. Volgens Forster wordt de achterrand daarvan bij T. prorsus door het squamosum gevormd en is dit een duidelijk onderscheidend kenmerk ten opzichte van T. horridus waar het jukbeen de hele opening omvat. In Parijs bevindt zich echter een schedel, MNHN 1912.20, die een tussenvorm toont waarin het squamosum het onderste slaapvenster met een klein uitsteeksel raakt. Onderaan het jukbeen, het jugale, bevindt zich een zijdelings buigend uitsteeksel gevormd door het epijugale. Ook dit is een huidverbening, die een soort zijwaartse hoorn vormt.
De onderkaken zijn zwaar gebouwd en vooral het articulare, het onderste deel van het kaakgewricht, is zeer breed. Het staat ook erg laag wat de hefboomwerking en daarmee de bijtkracht verhoogt. Het aantal tandposities in het dentarium komt meestal overeen met die in maxilla, voor een totaal van ongeveer honderdzestig. De tanden zijn vrij klein en hun kroon is bladvormig en heeft aan de buitenkant een opvallende middenrichel. De tanden zijn samengepakt in een zogenaamde 'tandenbatterij': niet alleen staan ze nauw aaneengesloten, onder iedere tand bevinden zich twee tot vier vervangingstanden waarvan de kronen tussen de uiteenstaande wortels van de boven- of onderliggende tanden passen. De wortels zijn bedekt met speciaal tandcement om een hecht verband te vormen. In de hele kop konden zo wel zes- à zevenhonderd tanden aanwezig zijn. Steeds worden onderaan — of, in de bovenkaak, bovenaan — nieuwe tanden aangemaakt die naar boven (onderen) toe opschuiven terwijl de bovenste, c.q. onderste, tand wegslijt en een permanent scherp snijvlak vormt. De hele verticale kolom is daarbij gedraaid, die van de nauwere onderkaak naar buiten toe en die van de bovenkaak naar binnen toe, zodat de occlusie vrijwel verticaal is. De tanden in de onderkaak hebben verder tandglazuur aan de binnenkant, die in de bovenkaak aan de buitenkant, zodat er een enkele harde en scherpe snijrand ontstaat. Hierdoor werken de kaken als twee enorme tuinscharen waarmee planten kunnen worden fijngeknipt. Een studie uit 2015 stelde vast dat het email speciaal verstevigd werd door hard manteldentine terwijl de binnenzijde bestaat uit zacht vasodentine zodat daar holle slijtvlakken ontstaan die de wrijving bij het verknippen van taai plantenmateriaal verminderen. De tandrijen staan achteraan ver uiteen maar middenin krommen ze naar elkaar toe om vooraan weer parallel te gaan lopen. Waar de onderkaken vooraan zijn samengegroeid, is de punt bedekt met een enkel snavelvormig predentarium dat een tegenhanger vormt van het rostrale. Een andere studie uit 2015 concludeerde dat de onderkaak van Triceratops en zijn directe verwanten verschilde van die van andere ceratopiden door een grotere lengte, een hoger coronoïde uitsteeksel aan de achterkant en een lager, meer afgeplat angulare. Bij elkaar had dit als effect dat de bijtkracht achteraan hoger lag dan gemiddeld en vooraan juist lager en er over de hele kaaklengte dus een groter spanningsverschil was.

### Postcrania

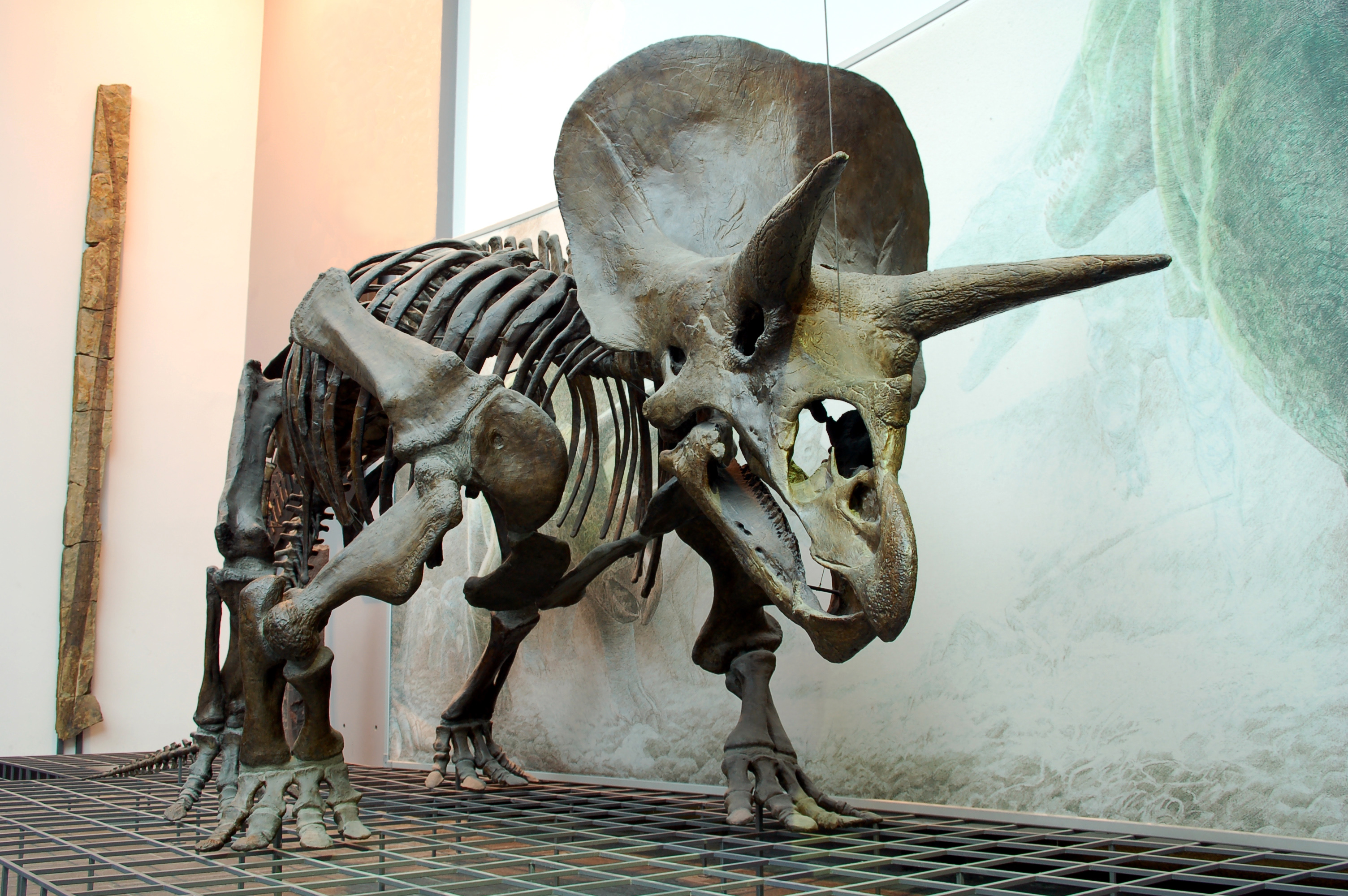
Een spreidstand houdt de crista deltopectoralis uit een brede borstkas

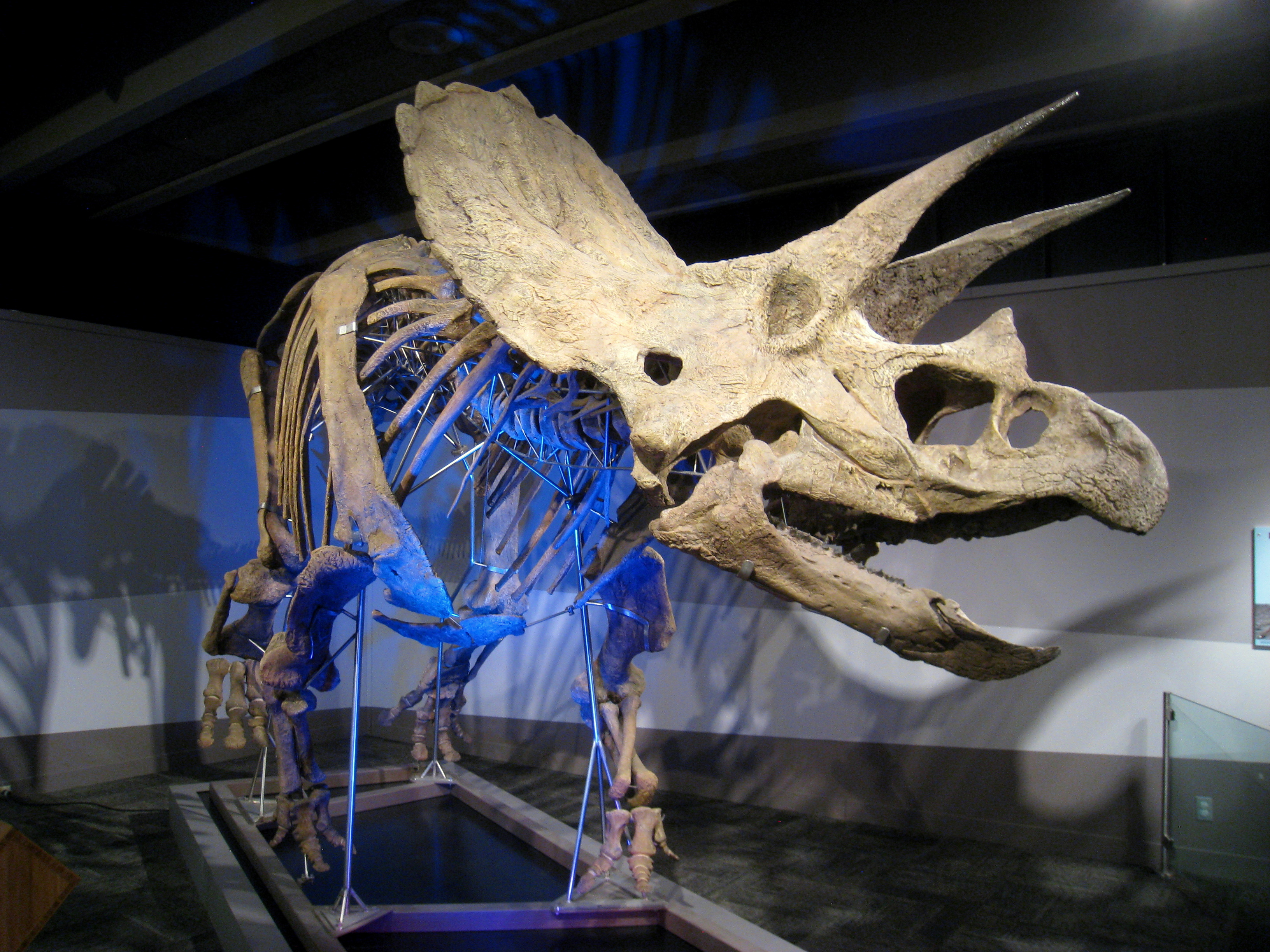
Een smalle borstkas maakt een rechte pootstand mogelijk, maar die vergt pronatie: ellepijp en spaakbeen zijn gekruist

Het gedeelte achter de schedel, de postcrania, is minder compleet bekend, maar verwante soorten kunnen de gaten in onze kennis vullen. De wervelkolom bestaat uit tien halswervels, twaalf ruggenwervels en tien sacrale wervels. Het aantal staartwervels is onzeker en bedraagt ongeveer vijfenveertig.

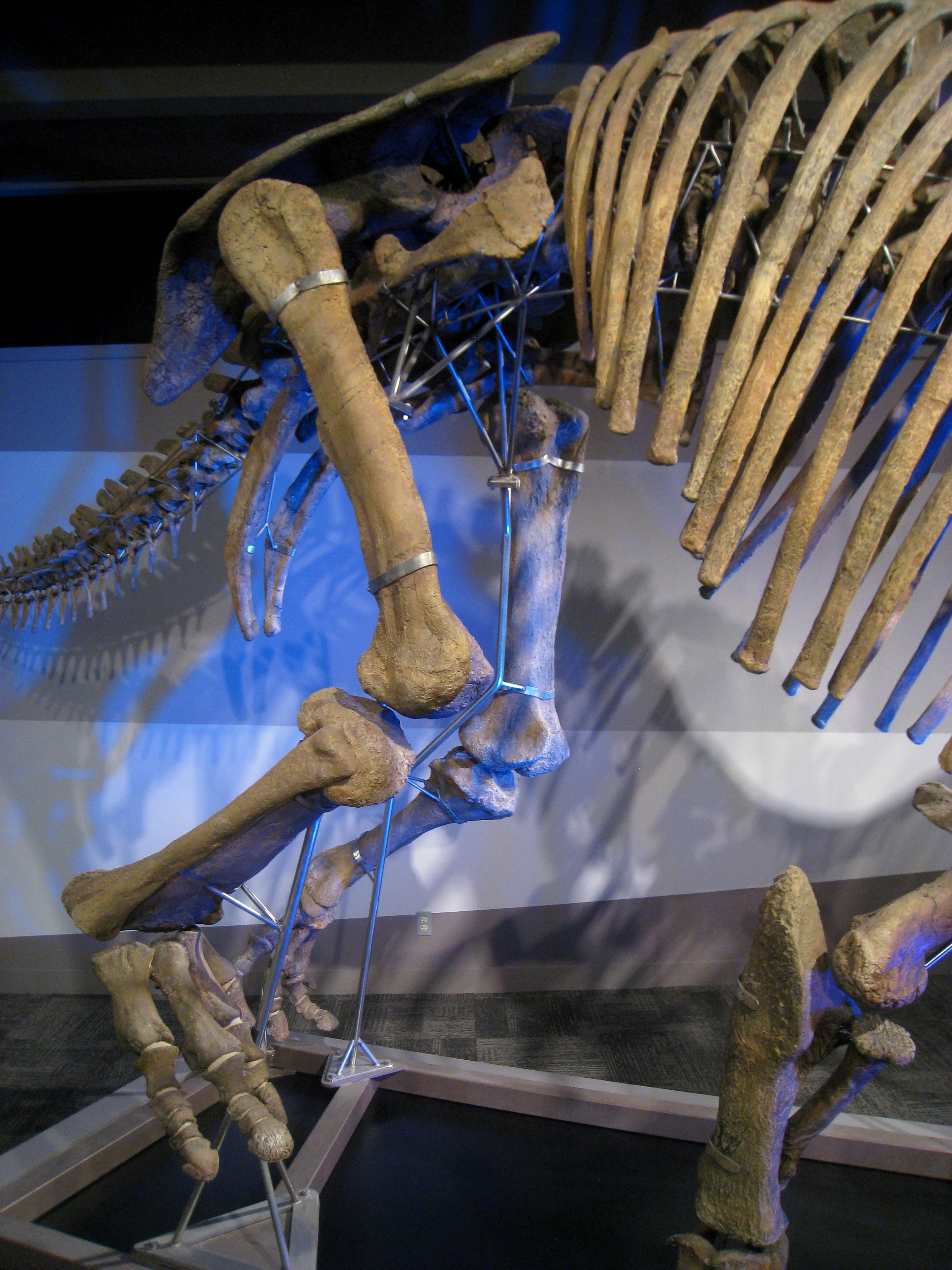
Onder het lange darmbeen zijn twee kromme zitbeenderen zichtbaar

De nek van Triceratops moest heel erg sterk zijn, om het gewicht van de kop te dragen. Hiertoe zijn de vier voorste halswervels vergroeid tot een enkel blok, een syncervicale, waarbij de atlas zo sterk gereduceerd is tot een kleine beenring dat de juiste telling jarenlang een twistpunt is gebleven. Hun doornuitsteeksels zijn versmolten tot een enkele plaat. De zes halswervels daarachter zijn kort en breed. De doornuitsteeksels van de nek hebben een gelijke hoogte, terwijl ze bij andere ceratopiden juist naar achteren in lengte toenemen. Vanaf de derde halswervel zijn er nekribben die vooraan tamelijk kort zijn; pas wervel negen en tien hebben langere. Vanaf het midden van de rug is de wervelkolom verstijfd door verbeende pezen. In het sacrum, de vergroeiing van de sacrale wervels, hebben wervels zeven en acht de langste sacrale ribben, wat het bekken in bovenaanzicht een ovale vorm geeft. Bij de tweede tot en met vijfde wervel zijn de doornuitsteeksels vergroeid tot een enkele plaat. Het sacrum is gekromd wat de staartbasis naar beneden richt; de staart als geheel stak echter naar achteren.
De ledematen tonen weinig unieke specialisaties maar zijn zwaar gebouwd waarbij de voorpoten zeventig procent van de lengte van de achterpoten hebben. Een vrij lang schouderblad, voorzien van een opvallende richel die van een relatief lage positie bij de voorrand bovenaan naar de achterrand onderaan loopt, is met het ravenbeksbeen verbonden om het schoudergewricht te vormen. Het opperarmbeen heeft een ronde kop en draagt aan de bovenkant vooraan over meer dan de helft van de schachtlengte een enorme crista deltopectoralis, deltapectorale kam, als aanhechtingsvlak voor de armspieren. Het is de grootte van deze kam die het hoofdargument vormt om toch een zekere spreidstand van de voorpoten aan te nemen. Hij lijkt namelijk in de borstkas te priemen als men de elleboog dicht tegen de romp plaatst — tenzij men het schouderblad erg verticaal plaatst maar dan zou het uiteinde daarvan nog boven de ruggengraat in de lucht steken. Volgens Gregory S. Paul echter worden al deze problemen veroorzaakt door een foute reconstructie van de romp: de ruggengraat zou vooraan onvoldoende gekromd zijn weergegeven waardoor de ribben iets naar voren steken in plaats van schuin naar achteren. Hierdoor wordt de borstkas onderaan erg breed waardoor er geen ruimte meer is voor de crista deltopectoralis. Bij een correcte rompvorm zou slechts een geringe spreidstand nodig zijn, ook doordat de hogere rompvorm een verticaler schouderblad zou toestaan.
In de onderarm is de ellepijp verlengd door een grote processus olecrani, waardoor de voorpoot zich beter schrap kan zetten voor een zijdelingse beweging van de zware kop. Er zijn vier polsbeenderen en vijf vingers waarvan de binnenste drie hoefvormige nagels hebben en gespreid het gewicht droegen; de buitenste twee zijn gereduceerd tot kleinere stompjes.
De staartbasis is niet ontwikkeld genoeg om een grote rol gespeeld te kunnen hebben in de voortbeweging. De spieren van de achterpoten krijgen de noodzakelijke breedte door een lang darmbeen in het bekken, waaraan aan de onderkant een lange processus praepubicus parallel loopt. Het schaambeen zelf is erg kort, naar achteren gericht en vergroeid met het bovenste deel van een zeer lang en naar beneden gebogen zitbeen. Het dijbeen is massief gebouwd en langer dan het scheenbeen. Aan de achterkant van de schacht is de vierde trochanter, het aanhechtingspunt voor de staartspieren, zwak ontwikkeld. Er zijn vier tenen die gespreid met hoefvormige klauwen het merendeel van het gewicht van het dier dragen. De formule van de teenkootjes is 2-3-4-5-0; de vijfde teen is gereduceerd tot een rudiment, slechts bestaande uit zijn middenvoetsbeen.

### Weke delen

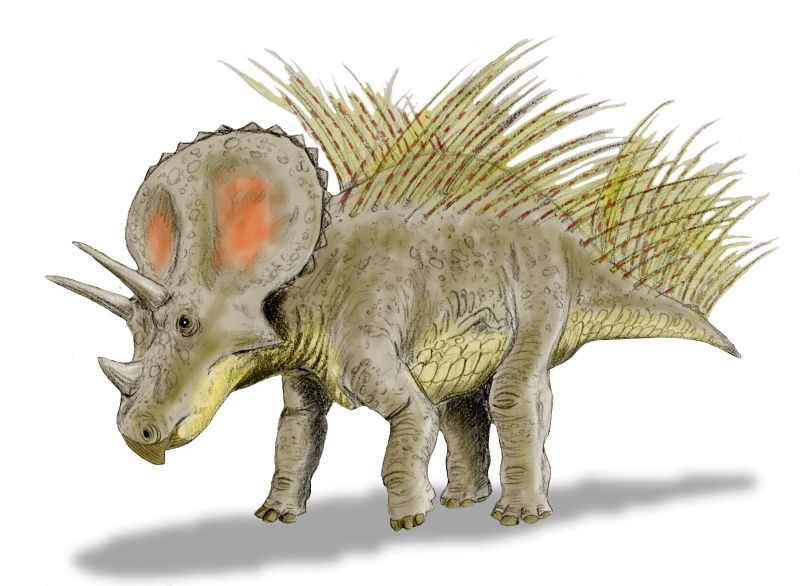
Triceratops had misschien borstelharen

Van de weke delen is weinig bekend. Het is duidelijk dat de musculatuur zeer krachtig was, zeker die van de voorpoten. Dat zal ook goede longen en een sterk hart gevergd hebben en wijst wellicht op warmbloedigheid. Als het dier endotherm was, zouden zowel nekschild als hoorns gediend kunnen hebben om overtollige warmte af te staan. Meestal wordt aangenomen dat het dier beschubd was. Kleine stukken huidafdruk zijn teruggevonden. Die laten kleinere, niet-overlappende, schubben zien, die grotere rozetten omringen. Die laatste dragen in het midden een punt die wel geïnterpreteerd is als aanhechting van een lange borstelhaar, nadat zulke structuren ook bij de ceratopiër Psittacosaurus waren aangetroffen. Triceratops zou dan met een borstelige bovenvacht uitgerust geweest zijn, misschien met als doel eieren of jongen warm te houden; wellicht hadden die bij het uitkomen zelf ook een soepeler haarvachtje dat bij het volwassen worden verdween, als de toenemende massa het dier toestond ook zonder isolatie een wenselijke lichaamstemperatuur te handhaven.
De kleur van de huid of mogelijke borstels is onbekend; meestal wordt een grauwe tint aangenomen, net als bij huidige grote zoogdieren, of schutkleuren als bruin, olijfgroen en okergeel. Het nekschild is een voor de hand liggende plaats voor fellere signaalkleuren. Het is wel verondersteld dat het schild door een variabele doorbloeding snel een dreigende rode kleur kon aannemen en dat het dier het nekschild omhoogstak of zelfs op de achterpoten ging staan om dit alles beter te doen uitkomen.
Niet-gemineraliseerde fossiele botcellen worden meestal ook tot de weke delen gerekend. In 2013 werd de vondst daarvan gemeld in een wenkbrauwhoorn van Triceratops horridus opgegraven in Montana.

### Groeistadia

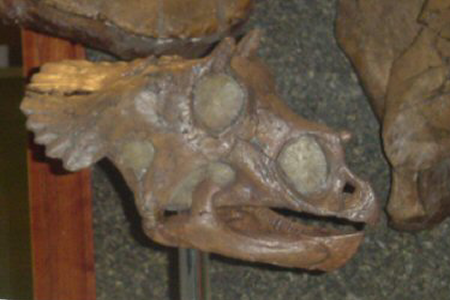
Gerestaureerd replica van UCMP 154452

Tot voor kort was de kleinste bekende schedel specimen MOR 1110 met een lengte van ongeveer 135 centimeter. Jack Horner rapporteerde echter in 2006 een aantal vondsten vanaf 1997 van een hele serie schedels die samen een groeireeks toonden lopend van een 'babytriceratops', UCMP 154452 met een geschatte schedellengte van 38 centimeter, via het kleine juveniele dier MOR 1199 met een schedel die 87 centimeter lang is, tot volledig uitgegroeide exemplaren met schedels ver boven de twee meter lengte. Later werd die reeks uitgebreid met Torosaurus, die slechts zeer oude individuen van Triceratops zou vertegenwoordigen. In 2014 meldde Horner specimen UCMP 136306 met een schedellengte van 120 centimeter. Daarbij stelde hij dat de traditionele gedachte dat schedels van jonge exemplaren zeldzaam waren, beïnvloed was door de voorkeur die vroegere opgravers hadden voor zo groot mogelijke fossielen.

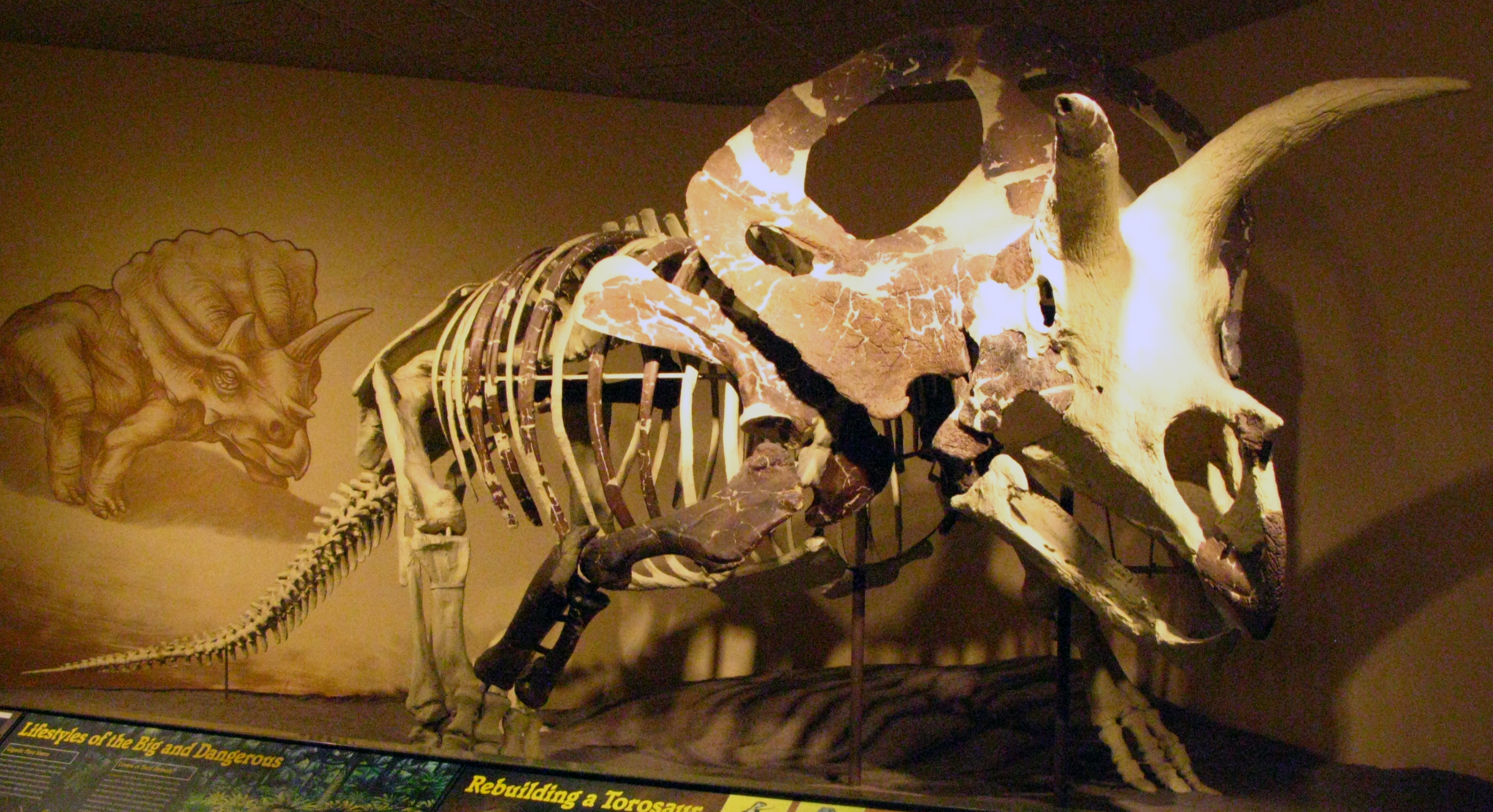
Was Torosaurus de eindfase?

De 'baby' toont een naar beneden afhangend nekschild, versiert met welgevormde pijlpuntachtige epoccipitalia. De wenkbrauwhoorns waren klein maar duidelijk aanwezig en stonden recht omhoog. Bij het iets oudere dier ging het nekschild meer rechtop staan en verlengden de hoorns terwijl ze naar achteren kromden en binnenin hol werden. De neusbeenderen vergroeiden. Had het dier ongeveer zestig procent van zijn volwassen lengte bereikt dan begonnen de hoorns plots veel harder te groeien, tot vijf maal het tempo van de andere schedeldelen en bogen nu sterk naar voren. Het schild werd waaiervormig. Bij erg oude dieren nam de snuit in lengte toe en het nekschild werd juist relatief korter. De epoccipitalia werden steeds vager en platter, kennelijk omdat ze door het schild weer geresorbeerd werden; bij sommige individuen verdwenen ze volledig. In de laatste, 'torosaurusfase', nam het schild weer in lengte toe en er vielen door resorptie bovenaan gaten in; achteraan werd het platter en aan de achterkant groeiden er extra epoccipitalia aan. Volgens Andrew Farke echter, zijn die laatste veranderingen zo extreem en uitzonderlijk dat het afwijkende uiterlijk van Torosaurus eenvoudiger verklaard kan worden door aan te nemen dat het toch een aparte soort was.
In 2023 concludeerde een studie naar de botstructuur dat de groei snel en continu was.
Dit hypothetisch verloop van de rijping of ontogenie geeft ook aanwijzingen over de vraag of er meerdere triceratopssoorten bestonden. De gestelde kenmerken van T. prorsus lijken een bepaalde leeftijdfase te vertegenwoordigen, een overgang tussen de jongvolwassenheid en het volwassen dier, waarin de hoorns al naar voren gebogen en het nekschild verkort is, maar de snuit nog niet verlengd. Daartegen spreekt echter dat volgens onderzoek door Horner T. horridus en T. prorsus nooit in dezelfde lagen voorkomen. Een analyse uit 2014 door Scanella en Horner van vijftig schedels concludeerde dat T. horridus alleen in het onderste twee derden deel van de Hell Creek Formation voorkwam en T. prorsus in het bovenste derde deel. De verschillen tussen beide soorten zouden dus geen geslachtsonderscheid of verschil in rijping vertegenwoordigen maar een proces van anagenese waarin T. horridus de directe voorouder van T. prorsus is. Dit is in overeenstemming met de studie uit 2023.

## Fylogenie
Marsh dacht eerst dat Triceratops nauw verwant was aan Stegosaurus of daar zelfs direct van afstamde. Hij nam dan ook een tijdje aan dat het dier met rugplaten en beenpantser uitgerust was en, omgekeerd, de staartstekels van Stegosaurus weleens op het hoofd geplaatst zouden kunnen zijn geweest! Volgens Dodson deinst de menselijke geest terug voor de opgave zich zulk een chimaera te moeten voorstellen. De skeletovereenkomsten tussen Stegosaurus en Triceratops zijn een gevolg van het feit dat het in beide gevallen om zware viervoetige Ornithischia gaat, waardoor dezelfde aanpassingen in de ledematen ontstonden, een geval van parallelle evolutie.
Triceratops werd door Marsh in 1889 aan de Ceratopidae toegewezen, een indeling die nog steeds gebruikelijk is, hoewel Lull in 1906 daarvoor de term Agathaumidae gebruikte. Lull was ook van mening dat Triceratops het nauwst verwant was aan andere ceratopiden met een kort nekschild, de Centrosaurinae. De eerste die dat betwijfelde was Charles Mortram Sternberg in 1949. Pas in 1990 echter plaatste Lehman Triceratops definitief bij de Chasmosaurinae, die ook wel de Ceratopinae genoemd worden. Latere exacte kladistische analyses, waarin de stamboom, ofwel fylogenie, door computers berekend werd, hadden dezelfde uitkomst.
De precieze verwantschappen van Triceratops binnen de Chasmosaurinae zijn onduidelijk en omstreden. Als Nedoceratops en Torosaurus aparte soorten zijn, moeten ze erg dicht bij Triceratops horridus gestaan hebben. Een iets vroegere nauwe verwant is Eotriceratops. Zulke nauwe verwanten worden wel samengevat in een klade Triceratopini. In analyses vielen ook Anchiceratops en Arrhinoceratops vaak dicht bij Triceratops uit.
Een analyse van Wu Xiaochun uit 2007 leverde het volgende kladogram op:
|  | Anchiceratops   |
|  |                 |
|  | Arrhinoceratops |
|  |                 |

|  | Triceratops                                                 |
|  |                                                             |
|  | Eotriceratops                                               |
|  |                                                             |
|  | \| \| Nedoceratops \| \| \| \| \| \| Torosaurus \| \| \| \| |
|  |                                                             |
|  | Nedoceratops                                                |
|  |                                                             |
|  | Torosaurus                                                  |
|  |                                                             |

|  | Nedoceratops |
|  |              |
|  | Torosaurus   |
|  |              |

|  | Anchiceratops   |
|  |                 |
|  | Arrhinoceratops |
|  |                 |

|  | Triceratops                                                 |
|  |                                                             |
|  | Eotriceratops                                               |
|  |                                                             |
|  | \| \| Nedoceratops \| \| \| \| \| \| Torosaurus \| \| \| \| |
|  |                                                             |
|  | Nedoceratops                                                |
|  |                                                             |
|  | Torosaurus                                                  |
|  |                                                             |

|  | Nedoceratops |
|  |              |
|  | Torosaurus   |
|  |              |

|  | Anchiceratops   |
|  |                 |
|  | Arrhinoceratops |
|  |                 |

|  | Triceratops                                                 |
|  |                                                             |
|  | Eotriceratops                                               |
|  |                                                             |
|  | \| \| Nedoceratops \| \| \| \| \| \| Torosaurus \| \| \| \| |
|  |                                                             |
|  | Nedoceratops                                                |
|  |                                                             |
|  | Torosaurus                                                  |
|  |                                                             |

|  | Nedoceratops |
|  |              |
|  | Torosaurus   |
|  |              |

|  | Anchiceratops   |
|  |                 |
|  | Arrhinoceratops |
|  |                 |

|  | Triceratops                                                 |
|  |                                                             |
|  | Eotriceratops                                               |
|  |                                                             |
|  | \| \| Nedoceratops \| \| \| \| \| \| Torosaurus \| \| \| \| |
|  |                                                             |
|  | Nedoceratops                                                |
|  |                                                             |
|  | Torosaurus                                                  |
|  |                                                             |

|  | Nedoceratops |
|  |              |
|  | Torosaurus   |
|  |              |

|  | Anchiceratops   |
|  |                 |
|  | Arrhinoceratops |
|  |                 |

|  | Triceratops                                                 |
|  |                                                             |
|  | Eotriceratops                                               |
|  |                                                             |
|  | \| \| Nedoceratops \| \| \| \| \| \| Torosaurus \| \| \| \| |
|  |                                                             |
|  | Nedoceratops                                                |
|  |                                                             |
|  | Torosaurus                                                  |
|  |                                                             |

|  | Nedoceratops |
|  |              |
|  | Torosaurus   |
|  |              |

|  | Anchiceratops   |
|  |                 |
|  | Arrhinoceratops |
|  |                 |

|  | Triceratops                                                 |
|  |                                                             |
|  | Eotriceratops                                               |
|  |                                                             |
|  | \| \| Nedoceratops \| \| \| \| \| \| Torosaurus \| \| \| \| |
|  |                                                             |
|  | Nedoceratops                                                |
|  |                                                             |
|  | Torosaurus                                                  |
|  |                                                             |

|  | Nedoceratops |
|  |              |
|  | Torosaurus   |
|  |              |

|  | Anchiceratops   |
|  |                 |
|  | Arrhinoceratops |
|  |                 |

|  | Triceratops                                                 |
|  |                                                             |
|  | Eotriceratops                                               |
|  |                                                             |
|  | \| \| Nedoceratops \| \| \| \| \| \| Torosaurus \| \| \| \| |
|  |                                                             |
|  | Nedoceratops                                                |
|  |                                                             |
|  | Torosaurus                                                  |
|  |                                                             |

|  | Nedoceratops |
|  |              |
|  | Torosaurus   |
|  |              |

|  | Anchiceratops   |
|  |                 |
|  | Arrhinoceratops |
|  |                 |

|  | Triceratops                                                 |
|  |                                                             |
|  | Eotriceratops                                               |
|  |                                                             |
|  | \| \| Nedoceratops \| \| \| \| \| \| Torosaurus \| \| \| \| |
|  |                                                             |
|  | Nedoceratops                                                |
|  |                                                             |
|  | Torosaurus                                                  |
|  |                                                             |

|  | Nedoceratops |
|  |              |
|  | Torosaurus   |
|  |              |

Doordat binnen Triceratops tegenwoordig hoogstens twee soorten erkend worden, is aan de onderlinge interne verwantschap van de triceratopssoorten de laatste jaren geen aandacht meer besteed.
Een speciale fylogenetische relevantie van Triceratops is dat hij de laatste jaren vaak gebruikt is als verankerende soort binnen allerlei exacte definities van dinosauriërgroepen. Triceratops treedt dan op als vertegenwoordiger van de Ornithischia. Die zijn gedefinieerd als de groep van alle soorten die nauwer bij Triceratops staan dan bij de vogels (de laatste overlevende saurischische dinosauriërs); de Dinosauria als geheel als de monofyletische groep die zowel Triceratops als de vogels omvat. Dit gebruik is niet gemotiveerd door een of andere uitzonderlijke objectieve eigenschap van Triceratops maar louter door het feit dat het een zeer bekend en aansprekend geslacht is.
Het onderzoek van Scanella en Horner uit 2014 wees erop dat er tussen T. horridus en T. prorsus een overgangsfase ligt. Hierin zouden twee morfen, vormtypen, te onderscheiden zijn wat zou duiden op een begin van splitsing. Het is echter niet duidelijk of er werkelijk twee soorten ontstaan zijn. Triceratops prorsus heeft zich waarschijnlijk niet verder meer in soorten gesplitst: Triceratops leefde 68 tot 65 miljoen jaar geleden aan het eind van het Maastrichtien, vlak voor de K-T-overgang en werd denkelijk uitgeroeid door de inslag van de grote meteoriet die de vermoedelijke oorzaak was van die catastrofe. Hij was daarmee een van de laatste dinosauriërs van het Mesozoïcum.

## Levenswijze

### Leefgebied en voedsel

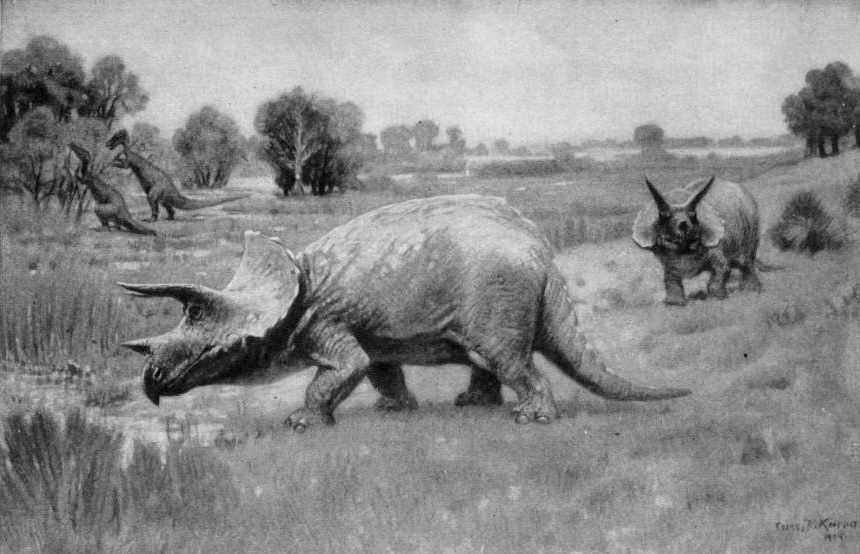
Landschap met Triceratops door Charles Knight uit 1904

Triceratops is alleen bekend uit Noord-Amerika: Colorado, Montana, Wyoming, Dakota en Alberta, een strook land ten westen van de toenmalige Western Interior Seaway, een golf die naar het noorden toe reikte tot ongeveer de huidige Canadese grens. De habitat was dus vrij beperkt, hoewel het niet duidelijk is hoever die zich naar het noorden of zuiden toe uitstrekte. In Texas is Torosaurus aangetroffen; is dat een aparte soort dan kan het zijn dat die het opdringen van Triceratops in een meer zuidelijke fauna voorkwam. Gaat het in feite om Triceratops dan was diens leefgebied dus een stuk uitgebreider dan eerder was verondersteld, met een lengte van zo'n 2.500 kilometer. Ook kan het zijn dat Triceratops daarnaast in de valleien tussen de meer westelijke bergketens voorkwam; doordat daar weinig sedimenten werden afgezet, konden er geen skeletten fossiliseren.
Het gebied kenmerkte zich door een subtropisch en stabiel klimaat met maar kleine seizoensverschillen. Er was vrij veel regenval maar het water werd door vele rivieren snel weer afgevoerd zodat er geen moerassen ontstonden. Het landschap was bedekt door halfopen bossen met een weelderige plantengroei. De meeste grote planten bestonden uit bloeiende planten ofwel bedektzadigen die niet veel verschilden van de huidige typen. Lauraceae (laurierfamilie), Platanaceae (platanen), Magnoliaceae (magnoliafamilie), Berberidaceae en Arecaceae (palmen) maakten 90% van de soorten uit. Die werden gegeten door verschillende grote plantenetende dinosauriërs, zoals Edmontosaurus, Ankylosaurus en Pachycephalosaurus. Triceratops zelf was kennelijk een van de meest succesvolle planteneters van zijn gebied: het is geschat dat 60 à 70% van alle gevonden exemplaren tot deze soort behoorde. Sommige onderzoekers denken echter dat dit komt doordat de massieve schedel beter bewaard bleef en eenvoudiger te vinden is. De dominantie van Triceratops is wel als een argument gebruikt dat over de hele planeet de soortenrijkdom terugliep, maar het kan ook een lokaal verschijnsel geweest zijn.

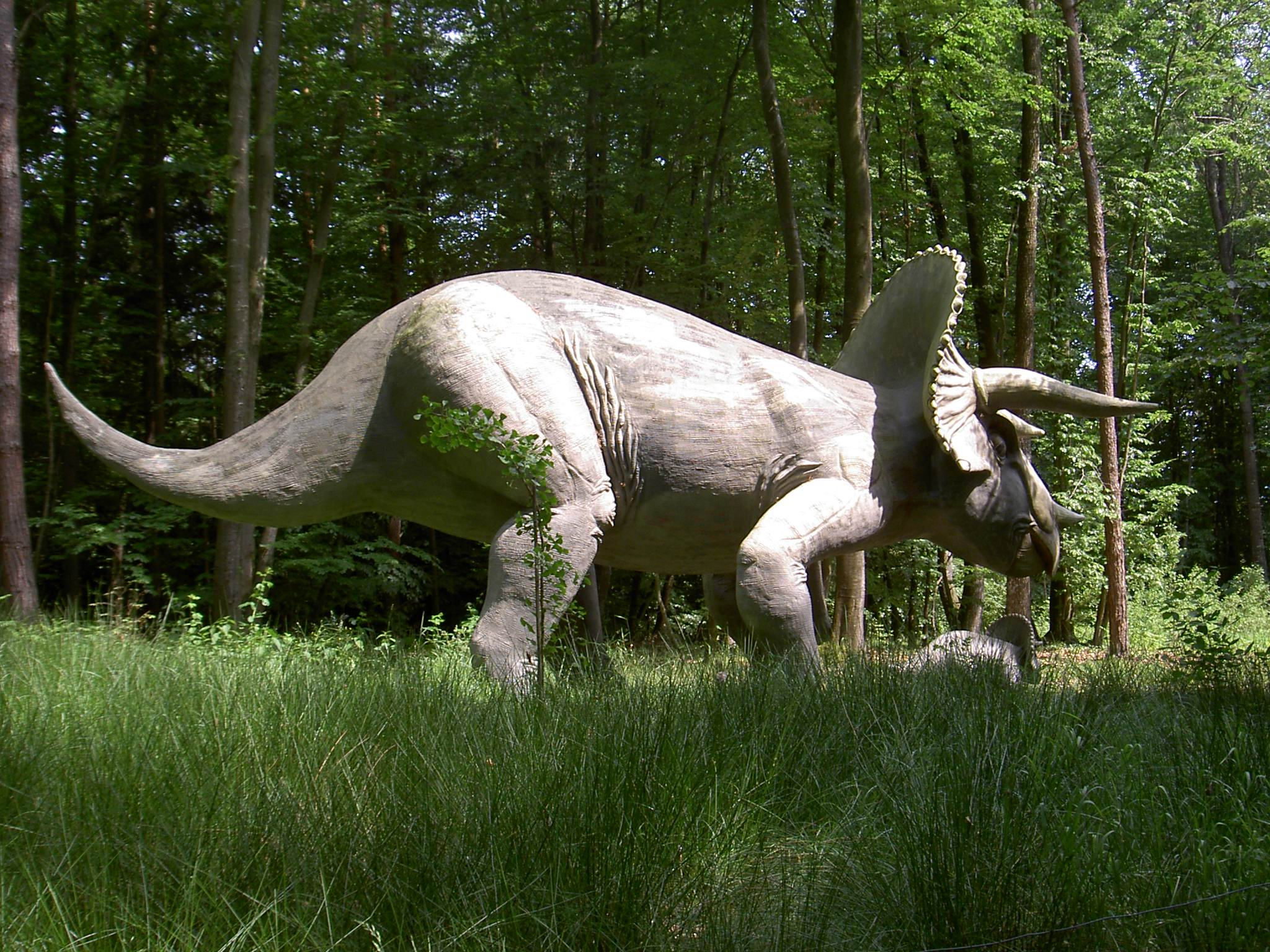
Zo zou Triceratops door de bossen gestruind hebben

Het is niet duidelijk welke niche Triceratops vulde: welke andere planten hij at dan de overige planteneters. De smalle snuit lijkt te wijzen op een vrij kieskeurig dieet waarbij alleen de meest hoogwaardige plantendelen werden geselecteerd. Dat is echter weer niet in overeenstemming met de grootte en de populatiedichtheid van de soort die beter passen bij een zonder onderscheid naar binnen werken van zo veel mogelijk voedsel. Volgens een omstreden interpretatie van Lehman kan in dat geval de soort niet echt warmbloedig genoemd worden omdat jonge dieren niet in staat zouden zijn geweest voldoende energie uit laagwaardig voedsel te halen om hun lichaamstemperatuur op peil te houden; bij de huidige grote plantenetende zoogdieren worden die door moedermelk bijgevoed. De lage kop van Triceratops wijst erop dat hij ook lage planten at, hoewel het mogelijk is dat hij daarnaast met zijn lichaamsgewicht bomen ontwortelde of afbrak. De spitse snavel is echter niet erg geschikt om kruiden te eten; het voedsel zal dus bestaan hebben uit heesters uit de Magnoliaceae en de Berberidaceae. De hoornbek beet — of plukte: de snavel zou daarvoor beter geschikt zijn — die dan af waarna takken en bladeren door de tanden verder werden fijngeknipt. Een alternatief waren Cycadeoidales — hoewel die toen al zeldzaam waren geworden in de flora — palmen en varens, die in uitgestrekte 'varenweiden' groeiden.
Volgens Ostrom had het nekschild zich voornamelijk ontwikkeld om de kaakspieren te verlengen. Dit zou zo'n enorme bijtkracht hebben opgeleverd dat desnoods hele boompjes verwerkt konden worden en deze ruimere dieetkeuze zou een beslissend voordeel hebben opgeleverd ten opzichte van andere planteneters. Dodson wees er echter op dat langere spieren niet krachtiger zijn dan korte en dat het onwaarschijnlijk was dat de hele breedte van het nekschild als aanhechtingsvlak werd gebruikt, iets waarvan het ook geen sporen draagt. Hoogstens zouden de langere spiervezels voor een groter uithoudingsvermogen tijdens het eten hebben gezorgd.
Echt kauwen kon het dier niet maar wangen voorkwamen vermoedelijk dat er al te veel materiaal weer uit de muil viel. De vrij grote stukken werden doorgeslikt, wellicht door maagstenen verder vermalen en uiteindelijk in de enorme buikholte verder door bacteriën verteerd. Althans grote dieren konden dat door hun lange darmkanaal zeer efficiënt doen waardoor een belangrijk deel van de voedingswaarde gewonnen werd.

### Een natuurlijke vijand:Tyrannosaurus

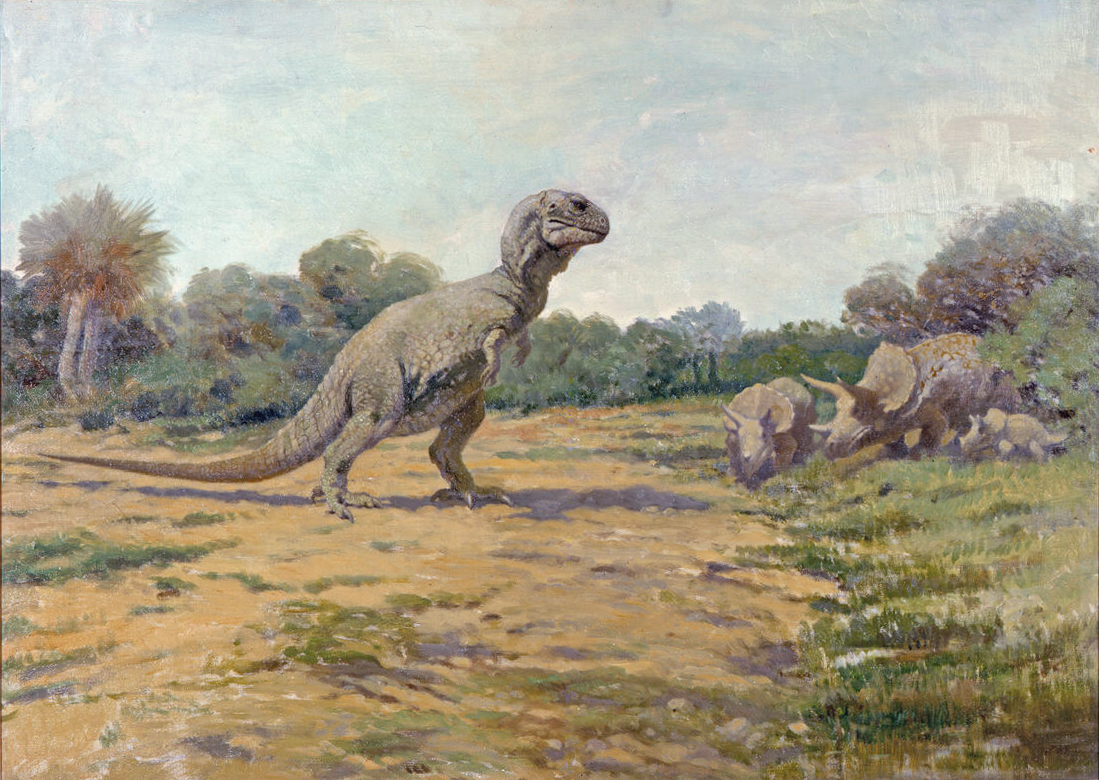
Tyrannosaurus versus Triceratops door Knight uit 1919

Als succesvolle planteneter vertegenwoordigde Triceratops ook het leeuwendeel van de voor grote roofdieren beschikbare biomassa. Uit zijn habitat is maar één grote predator bekend maar dat was wel een van de meest formidabele landroofdieren uit de wereldgeschiedenis, de gigantische Tyrannosaurus rex. Het is wel verondersteld dat de grootte, zware schedelbouw en bewapening van deze rover ontwikkeld zijn in een evolutionaire wedloop, waarbij ook Triceratops steeds krachtiger en dus een steeds moeilijker te bejagen prooi werd. Concurrerende planteneters die een makkelijker prooi vormden, zouden daardoor in aantal zijn afgenomen. De traditionele verklaring voor het nekschild en de hoorns is immers dat ze dienden ter verdediging. Marsh had ze reeds als zodanig geïnterpreteerd en dat terwijl hij van Tyrannosaurus nog geen weet had; die zou pas na zijn dood ontdekt worden.
Het schild, veel massiever gevormd, dikker en zonder gaten, dan bij andere ceratopiden, zou nek en rug beschermd hebben tegen beten; met de kartelrand en jukbeenhoorns zouden zijdelings verwondingen kunnen zijn toegebracht terwijl de wenkbrauwhoorns dodelijke wapens waren voor een frontale confrontatie, en de neushoorn automatisch in de buik van een belager gedreven werd als die het nekschild aanviel. De lange ribben beschermden de romp. Ook de hoornsnavel kon vreselijke wonden toebrengen en in een enkele knauw een voet van Tyrannosaurus afbijten. Met de sterke voorpoten zou Triceratops zich hebben kunnen schrapzetten om meer kracht uit te oefenen en hij kon zo sneller wenden dan de tyrannosauriër. Het gevecht tussen Triceratops en Tyrannosaurus werd het eerst — zij het niet zo spectaculair — afgebeeld door de paleontologisch illustrator Charles Knight en zou een van de klassieke scènes uit de populaire verbeelding van de 'Oertijd' worden. Triceratops werd daarmee met zijn eeuwige vijand Tyrannosaurus een van de bekendste dinosauriërs.
De laatste jaren is het belang van de verdedigingsfunctie echter ook ontkend. Volgens sommige onderzoekers was Tyrannosaurus zo langzaam, met een maximumsnelheid van niet meer dan 25 km/u voor een volwassen exemplaar, dat de meeste triceratopsen er meer baat bij zouden hebben gehad weg te vluchten dan het uit te vechten. Tyrannosaurus zou dan slechts hinderlagen gelegd hebben of zich in een jachtgroep beperkt hebben tot het opdrijven van triceratopsen in de hoop dat zieke, gewonde of oude exemplaren zouden achterblijven en een gemakkelijke prooi vormen. Volgens Jack Horner was Tyrannosaurus zelfs een aaseter en zijn de bijtsporen van tyrannosauriërtanden die op veel triceratopsfossielen aangetroffen zijn het gevolg van het afknagen van een dier dat spontaan dood neerviel. Anderen wezen erop dat ook het schild geen echte bescherming kon bieden tegen de verschrikkelijke bijtkracht van de lange tanden van de tyrannosauriër; er is zelfs een triceratopsschedel, SUP 9713, met een hoorn gevonden die door een tyrannosaurus tijdens een frontaal gevecht doormidden gebeten zou zijn. De meeste wetenschappers erkennen echter wel een zekere rol van schild en hoorns bij de verdediging, waarop ook SUP 9713 wijst: de afgebeten hoorn toont duidelijke sporen van genezing; het dier wist de aanval kennelijk met succes af te slaan.

### Sociaal gedrag en voortplanting

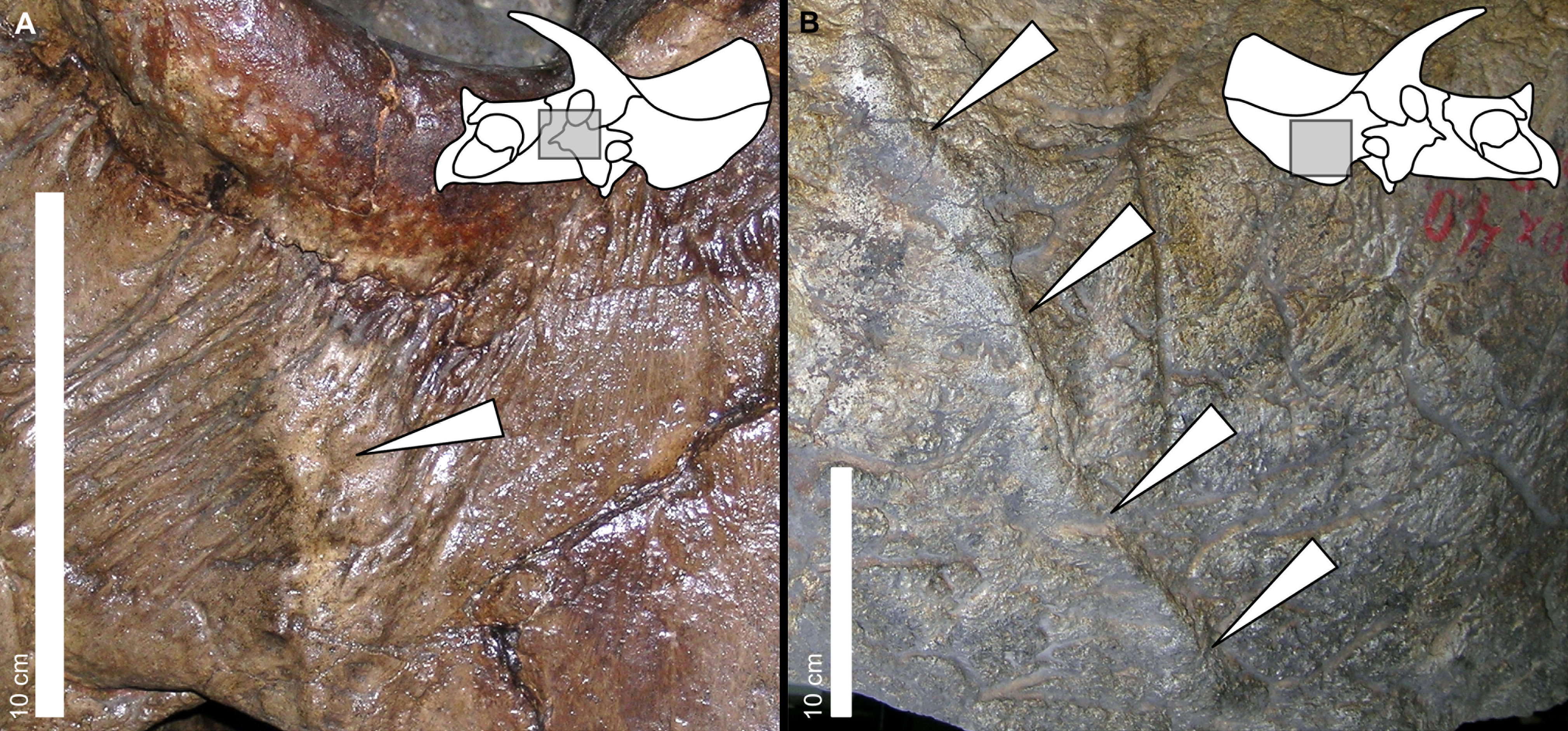
Genezen verwondingen aan de schedel

Triceratops leefde wellicht niet alleen maar in kudden. Hiervoor bestaat echter geen direct bewijs in de vorm van een door een modderlawine bedolven kudde, zoals wel bekend is van sommige andere ceratopiërs. Het grootste aantal individuen dat bij elkaar is aangetroffen, in de Quittin' Time-vindplaats, bedroeg drie en daarbij ging het om vrij jonge dieren, zodat het ook om een familiegroep kan gaan; van andere dinosauriërs is bekend dat nesten lang bijeen bleven. Een onderzoek uit 2014 concludeerde daarbij dat de drie exemplaren niet gelijktijdig waren gestorven maar in opeenvolgende fasen toevallig op dezelfde locatie door stromend water gedeponeerd. De kuddevorm leverde voordelen op bij de verdediging. Waarschijnlijk zal Tyrannosaurus er niet aan gedacht hebben het directe gevecht met zo'n troep aan te gaan. Het is wel verondersteld dat volwassen triceratopsen op de wijze van de huidige muskusos zich rondom de jongen in een cirkel opstelden met de koppen naar buiten om roofdieren af te weren maar deze methode is ook tegenwoordig tot een enkele soort beperkt en er zijn geen verdere aanwijzingen dat dit vrij gespecialiseerde gedrag juist bij Triceratops voorkwam.

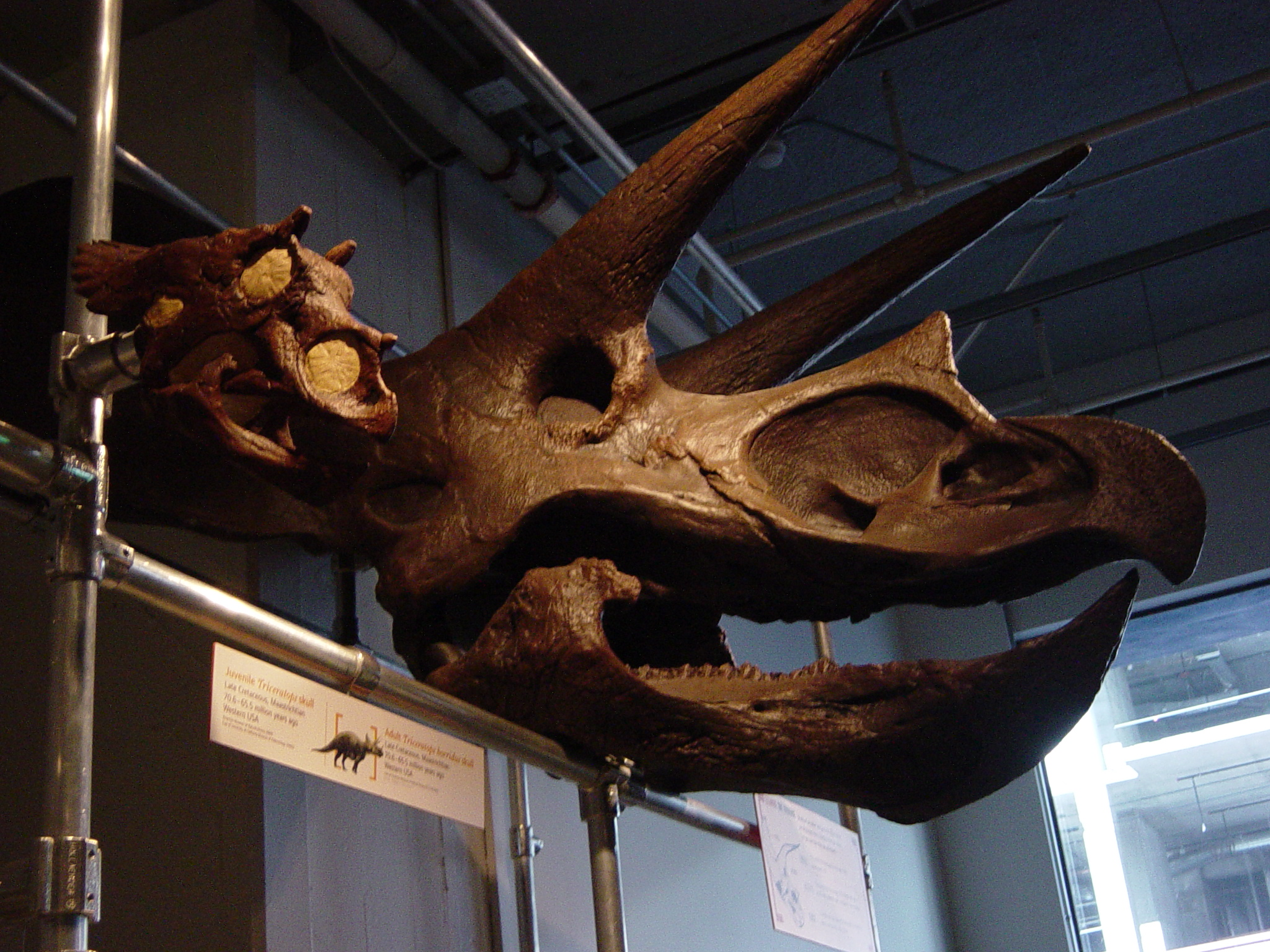
Volgens Horner had het jong een schattig uiterlijk

In huidige zoogdierkudden bestaat een sociale rangorde die door dominantiegevechten wordt vastgesteld en bevestigd. Door veel wetenschappers is aangenomen dat niet zozeer de verdediging tegen roofdieren maar het bepalen van zo'n hiërarchie, of althans het tijdens de paringstijd vechten tussen de mannetjes om de vrouwtjes, de belangrijkste oorzaak is geweest van de ontwikkeling van nekschild en hoorns. In 2004 toonde Andrew Farke met schaalmodellen aan dat het in principe mogelijk was te worstelen door de hoorns
in elkaar te laten grijpen. Een rangorde vergt een zekere mate van sociale intelligentie en volgens sommigen was het brein van Triceratops daar te klein voor — hoewel het fenomeen ook van sommige vissen bekend is. Een twistpunt is of verwondingen aan het nekschild een direct bewijs voor gevechten kunnen opleveren. Volgens een studie van Farke uit 2006 konden gaten in het schild het eenvoudigst verklaard worden door beenresorptie bij het ouder worden. In 2009 veranderde hij echter van mening toen hij de schilden van Triceratops met die van Centrosaurus vergeleken had; die laatste soort, die korte wenkbrauwhoorns had, toonde veel minder beschadigingen dan Triceratops op het jukbeen en aan de zijkant van het schild waar men bij lange hoorns juist een inslag zou verwachten. In 2022 concludeerde een studie naar het gat in het squamosum van een zeer groot exemplaar, Big John, dat dit het gevolg was van een verwonding opgelopen tijdens het gevecht met een andere triceratops. In het gedeeltelijk genezen bot zouden nog de zwavelverbindingen aanwezig zijn die zich bij ontstekingen vormen.
Volgens Dodson heeft de functie van schild en hoorns nog minder met de daadwerkelijke strijd te maken en was die puur visueel. Mannetjes zouden opzichtig gepronkt hebben als ze op dit punt het best voorzien waren, in een proces van seksuele selectie, en de vrouwtjes en jongen zouden er de soorten mee onderscheiden hebben. Een probleem met deze verklaring is dat er geen duidelijke seksuele dimorfie is vastgesteld en dat Triceratops wellicht de enige ceratopide was in zijn leefgebied. Volgens Horner was de stand van de hoorns wél een signaal van rijping, wellicht het bereiken van de geslachtsrijpe leeftijd, maar fungeerde het schild niet zo omdat dit niet een gelijksoortige plotse relatieve groeiversnelling en vormverandering toonde. Het zou dus slechts voor de soortherkenning gediend hebben.
Om zich voort te planten legde Triceratops vermoedelijk elk jaar eieren in een nest; eierfragmenten zijn echter nooit als die van Triceratops geïdentificeerd. Nesten of broedkolonies zijn niet bekend en ook is het niet duidelijk of er broedzorg was. Volgens Horner zou het 'schattige' uiterlijk van de 'babytriceratops', met korte snuit, kleine niet-dreigende hoorns en delicaat versierd nekschild, vertedering en een drang tot bescherming bij de volwassen exemplaren hebben opgeroepen. Het zou een teken zijn dat de jongen verdedigd werden en wellicht van voedsel voorzien. Een dergelijk psychologisch mechanisme is van de huidige zoogdieren bekend. Een andere mogelijkheid is dat een zo groot mogelijk nageslacht geproduceerd werd, in een r-strategie voor de voortplanting, en dat de jongen aan hun lot werden overgelaten. Door de grootte van het moederdier kon een enkel legsel vele tientallen eieren omvatten.

### Intelligentie en bewegingsgedrag

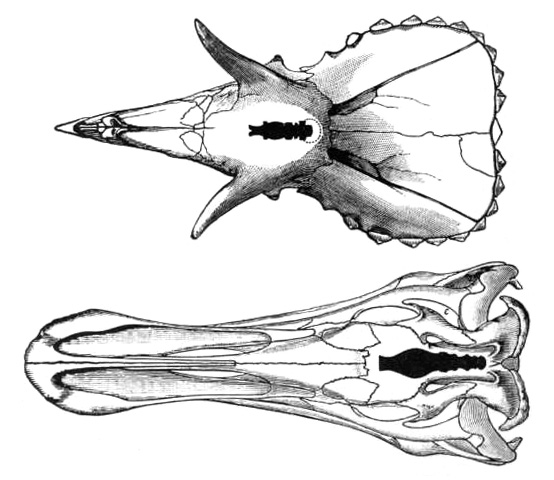
Boven in het zwart het brein van Triceratops, onder dat van Edmontosaurus. De diagrammen zijn niet op schaal

Van Triceratops is de vorm en grootte van het brein bekend door natuurlijke afgietsels: de lege hersenpan vulde zich met sediment. Deze zijn bestudeerd door Lull. Daaruit blijkt de dat absolute grootte nog vrij aanzienlijk was, ongeveer 300 cm³, dezelfde omvang als bij een chimpansee. Triceratops was echter veel zwaarder dan deze mensaap en relatief had hij geen grotere hersenen dan een moderne alligator. Daar staat weer tegenover dat dit een roofdier is en planteneters meestal relatief kleinere hersenen hebben, zodat Triceratops nog niet zo slecht bedeeld was. Hij had relatief ook een groter brein dan viervoetige plantenetende dinosauriërs uit andere groepen, zoals de Sauropoda, Ankylosauria, Stegosauria of Pachycephalosauria. Of de absolute of de relatieve grootte de beste aanwijzing geeft over de complexiteit van zijn gedrag is nog onduidelijk en hetzelfde geldt voor de invloed van een mogelijke verhoogde stofwisseling.
Het brein had een vorm die typisch is voor reptielen: erg langgerekt. Zoals te verwachten viel uit de grootte van het reukorgaan, waren de reuklobben goed ontwikkeld. Het kan zijn dat de reuk een dominante rol speelde onder de zintuigen. Dat wordt echter weersproken door een studie uit 2020, die de reuklobben kleiner achtte dan te verwachten voor een dinosauriër van de lichaamsomvang van Triceratops. Het cerebrum was niet bijzonder verdikt en Triceratops specialiseerde zich kennelijk niet in hoge cognitieve vaardigheden. Het cerebellum dat de lichaamsbewegingen regelt, was relatief groter.
Uit de oriëntatie van de evenwichtsorganen valt op te maken dat de kop in een neutrale stand ongeveer acht graden naar beneden gericht was en dat de normale kopbeweging in een verticaal vlak, dus knikkend, plaatsvond terwijl horizontale bewegingen zeldzaam waren. Doordat zijn ogen al zo zijdelings geplaatst waren, was het voor Triceratops niet nodig steeds over zijn schouder te kijken op zoek naar mogelijke vijanden. Wellicht was er geen enkele overlapping van de gezichtsvelden van beide ogen, zodat stereoscopisch zicht ontbrak. De studie uit 2020 vond echter een hoek van vijfenveertig graden, wat nuttig was om te grazen en de hoorns naar voren te richten. De halfcirkelvormige kanalen zijn ook kleiner dan bij basale Ceratopia, dus de stabilisatie van de kop inclusief het zicht was kennelijk slechter dan bij die vormen. Het slakkenhuis van het oor is relatief kort, wat samenhangt met een specialisatie in het horen van lage geluiden.